# Албанія
Алба́нія (алб. Shqipëria, Republika e Shqipërisë [ɾɛpuˈblika ɛ ʃcipəˈɾiːs]), офіційна назва — Респу́бліка Алба́нія (алб. Republika e Shqipërisë) — держава у Південно-Східній Європі, на заході Балканського півострова, на узбережжі Іонічного та Адріатичного морів. Межує з Чорногорією на північному заході, з Косово на північному сході, Північною Македонією та Грецією на сході, а також розділяє морський кордон з Грецією та Італією на заході. Населення — 2,8 млн осіб. Столиця та найбільше місто — Тирана. Офіційна мова — албанська. Грошова одиниця — лек.
Географічно, країна відображає різноманітні кліматичні, геологічні, гідрологічні та морфологічні умови, визначені на площі 28 748 км². Албанія володіє надзвичайно різноманітним ландшафтом, починаючи від засніжених гір у Північно-Албанських Альпах, а також у горах Кораб, Скандербег, Пінд і Кераван до гарячих і сонячних берегів Албанського Адріатичного та Іонічного морів уздовж Середземного моря.
Історично країну населяли численні цивілізації, такі як іллірійці, фракійці, давні греки, римляни, візантійці, венеційці та османи. У XII столітті албанці створили автономне князівство Арбанон. Королівство Албанія та Князівство Албанія утворилися між XIII—XIV століттями. До османського завоювання Албанії в XV столітті албанський опір османській експансії в Європу на чолі з Георгом Кастріоті Скандербегом вітався у більшій частині Європи.
Між XVIII—XIX століттями культурний розвиток, широко приписаний албанцям, згуртував як духовну, так і інтелектуальну силу нації, призвівши до албанського Відродження. Після поразки османів у Балканських війнах сучасна національна держава Албанія проголосила незалежність у 1912 році. У XX столітті до Албанського королівства вторглася Італія, яка утворила Велику Албанію до того, як стати протекторатом нацистської Німеччини. Енвер Ходжа сформував комуністичну Албанію після Другої світової війни та вивів албанців на шлях гніту та десятиліть ізоляції. Революція 1991 року завершила падіння комунізму в Албанії та призвела встановлення нинішньої Республіки Албанія.
Албанія — унітарна парламентська конституційна республіка та країна, що розвивається, з економікою верхнього та середнього доходу, де домінує сфера послуг, за якою слідує виробництво. Албанія пройшла процес переходу після падіння комунізму в 1990 році від централізованого планування до ринкової економіки. Албанія надає своїм громадянам загальну медичну допомогу та безкоштовну початкову та середню освіту.
Країна є членом Організації Об'єднаних Націй, Світового банку, ЮНЕСКО, НАТО, СОТ, Ради Європи, ОБСЄ та ОІК. Офіційний кандидат на членство в Європейському Союзі. Албанія є одним із членів Енергетичного співтовариства, зокрема Організації Чорноморського економічного співробітництва та Середземноморського союзу.

## Назва
Версій походження терміна «Албанія» існує декілька, жодна з них остаточно не доведена.
1. Від іллірійського «олба» — «поселення».
2. Від іллірійського «алб» — «горб», «невелика гора».
3. Від латинського «алб» — «білий» (найбільш поширена, однак найменш обґрунтована версія).
4. Від назви іллірійського племені арберів/арбенів/албанів.

Самі себе албанці в Середні віки називали «арбери», а власну країну «Арбер». З кінця XVIII століття термін албанці був витіснений новим «шкіптаре» або «шчіптаре» (shqiptare), а країну стали називати — «Шкіперія» або «Шчиперія» (Shqipëria). Офіційна албанська версія походження цього етноніму, яку підтримують самі албанці — від слова «шкіп» (shqip), що означає «орел», таким чином, «Шкіперія» означає «Країна орлів», а албанці, «шкіптар» — «народ орлів». Існує албанська легенда про орла, що нагородив албанців силою, орел зображений на державному прапорі Албанії. Однак більш обґрунтована версія про походження цього терміна від албанського слова «шкіп» — «говорити зрозуміло», тобто «ті, що говорять зрозумілим чином, зрозумілою мовою». Аналогічну етимологію, скоріш за все, має термін «слов'яни» — ті, що володіють словом. Славіст А. М. Селіщев вважав, що витоки цього кореня лежать в албанській назві слов'ян — «shqe» (Shqerí від албанського shqa<*skla, множина Shqe) і є наслідком слов'янської колонізації Балкан в VI—VII століттях.

## Географія
Загальна площа країни 28 тис. 748 км² (145-те місце у світі), з яких на суходіл припадає 27,4 тис. км², а на поверхню внутрішніх вод — 1,35 тис. км². Площа країни трохи менша від площі Дніпропетровської області України.

### Географічне положення
Албанія розташована в Південно-Східній Європі на заході Балканського півострова, її територія простягається з півночі на південь на 345 км, із заходу на схід — змінюється від 145 км на півдні до 80 км на півночі. Країна лежить між паралелями 42° 18' і 39° 36' пн. ш. і меридіанами 19° 20' і 21° 05' східної довготи. На півночі межує з Чорногорією (спільний кордон — 186 км) і Сербією (невизнана держава Косово) (112 км); на сході — з Північною Македонією (181 км); на південному сході та півдні — з Грецією (212 км). Загальна довжина державного кордону — 691 км. Албанія омивається Адріатичним (на заході) та Іонічним морями (на південному заході), які сполучає протока Отранто завширшки 75 км, відділяючи Албанію від Італії. Загальна довжина берегової лінії — 362 км. Згідно з Конвенцією Організації Об'єднаних Націй з морського права (UNCLOS) 1982 року, протяжність територіальних вод країни встановлено в 12 морських миль (22,2 км). Континентальний шельф — до глибин 200 м.
Час в Албанії: UTC+1 (-1 година різниці часу з Києвом). Літній час вводиться останньої неділі березня переводом годинникової стрілки на 1 годину вперед, скасовується в останню неділю жовтня переводом годинникової стрілки на 1 годину назад.

#### Крайні пункти
Крайні пункти:
- крайня північна точка — (42° 48' пн. ш.);
- крайня південна точка — (39° 36' пн. ш.);
- крайня західна точка — (19° 20' сх. д.);
- крайня східна точка — (21° 05' сх. д.).

### Геологія
Держава багата на різноманітні паливні, рудні й нерудні корисні копалини: нафта й природний газ, натуральний бітум, буре вугілля; мідні, нікелеві, залізні й хромітові руди; азбест. Гори Албанії складені сильноеродованими вапняками, серпентинами (плато Міртіда).

#### Корисні копалини
Надра країни багаті на різноманітні паливні, рудні й нерудні корисні копалини: нафта й природний газ у південно-західній частині, натуральний бітум (Селеніца, що поблизу Вльори), буре вугілля (Тирана); мідні (Віткукі на півдні, Рубіку і Кабаші на півночі), нікелеві, залізні й хромітові руди (Булькіза, Рубіку, Поградець) на північному сході; азбест.

#### Сейсмічність
Територія Албанії — характеризується підвищеною сейсмічністю, відповідно в межах території країни фіксуються досить часті землетруси.

### Рельєф

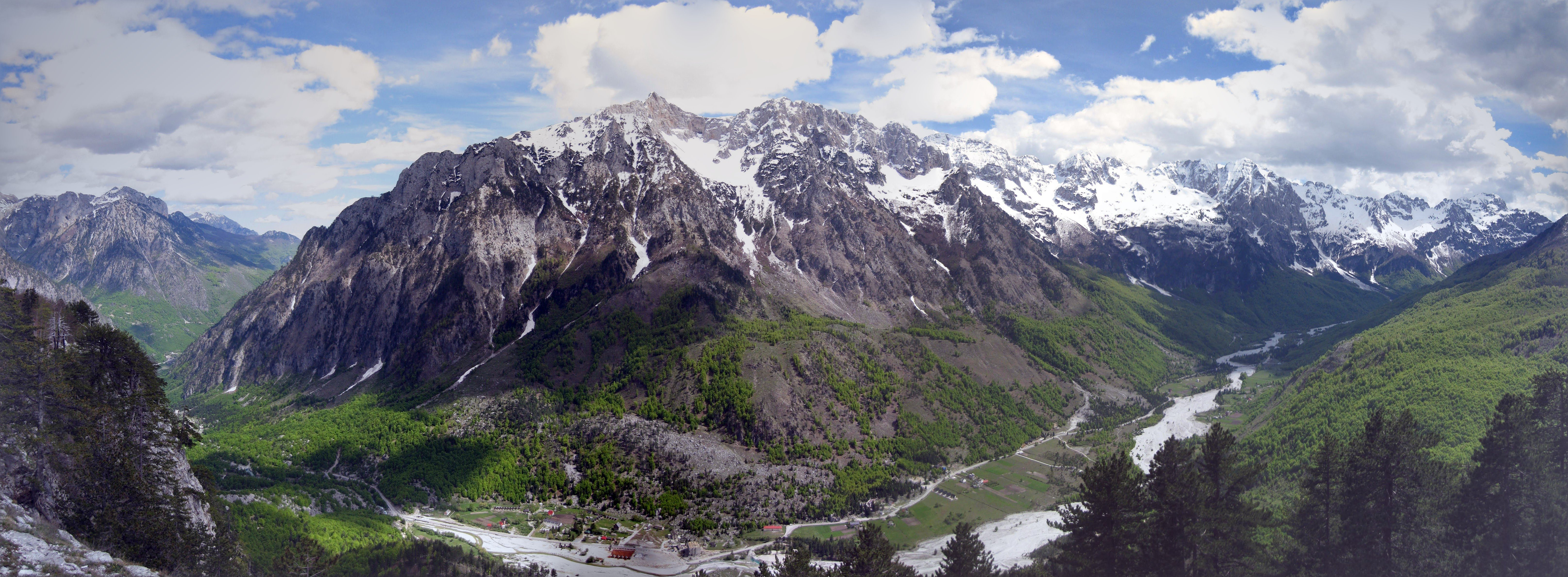
Проклетіє або Північно-Албанські Альпи

Албанія переважно гірська країна, узбережжя Адріатичного моря здебільшого низовинне, на півдні гористе. Близько 70 % території Албанії займають гори та височини. Середні висоти — 708 м; найнижча точка — рівень вод Адріатичного моря (0 м); найвища точка — гора Кораб (Майя-Корабіт) (2764 м), височіє на кордоні з Македонією на хребті Корабі. На півночі Північні Албанські Альпи (Проклетіє) з абсолютними висотами до 2692 м (гора Езерца) і Південні Албанські Альпи з хребтами Чика (2045 м), Лунгара (1864 м), Гріба (гора Кендревиця, 2111 м), Курвелеші (1584 м), Люнджерія (2155 м), Дембелі (2051 м), Кемерчика (гора Папінгу, 2486 м). Між ними лежить підвищений Центральний масив (2000—2400 м), розчленований долинами річок на окремі локальні масиви: Мунеда (1991 м), Круя-Дайті (гора Лікені, 1724 м), Крраба (757 м), Шпаті (1831 м), Томорі (пік Партизанів, 2417 м), Островиця (2352 м), Кярришта (1248 м). На сході ряд гірських хребтів утворює природні кордони країни: Корабі, Дешаті (2374 м), Ябланиця (гора Зеза, 2259 м), Мокра (1522 м), Камія (гора Гурі-і-Топіт, 2373 м), Малі-і-Тате (2288 м), Морава (1808 м). У горах, складених вапняками, дуже поширений карст, багато печер.
Уздовж узбережжя, від озера Шкодер до затоки Вльора, на 200 км простягнулась горбиста приморська низовина завширшки 10—30 км. Єдина природна гавань на її узбережжі — порт Дурреса.
Земельні ресурси Албанії (оцінка 2011 року):
- придатні для сільськогосподарського обробітку землі — 43,8 %,
  - орні землі — 22,7 %,
  - багаторічні насадження — 2,7 %,
  - землі, що постійно використовуються під пасовища, — 18,4 %;
- землі, зайняті лісами і чагарниками, — 28,3 %;
- інше — 27,9 %[15].

Зрошувані землі (оцінка 2012 року) — 3,3 тис. км².

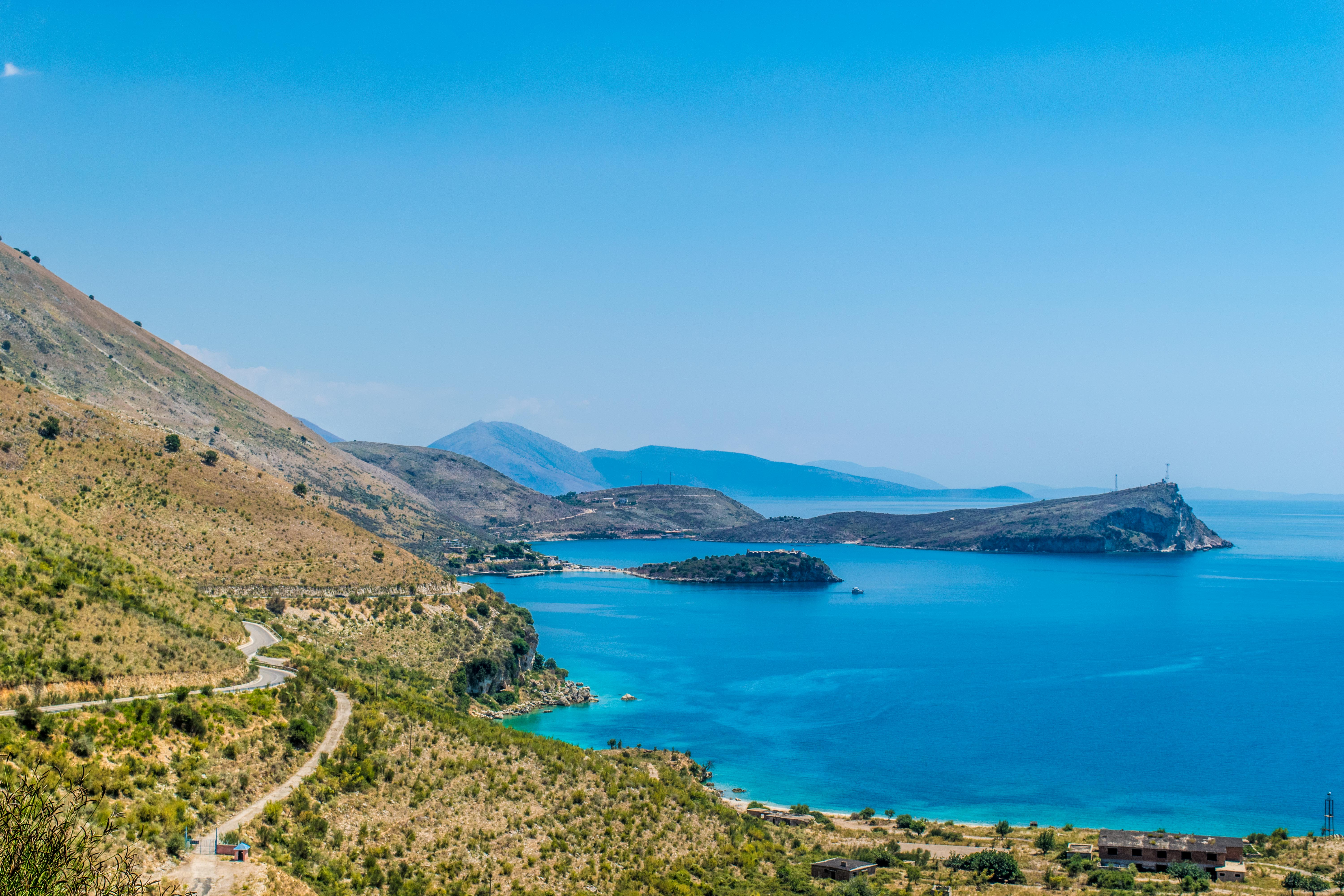
Албанська рив'єра

#### Узбережжя
В узбережжя Албанії врізається кілька заток (з півночі на південь): Дринська, Лальза (між мисами Мужліт-Скандерберг і Бішті-і-Палес), Дуррес, Семані, Вльора, яку від вод Іонічного моря відділяє півострів Карабуруні.

#### Острови
Найбільший острів, що належить Албанії, — Сазані.

### Клімат
Албанія лежить у середземноморській області субтропічного кліматичного поясу. Літо спекотне і сухе, зима прохолодна з максимумом атмосферних опадів. Середня температура липня — +24...+25 °C, січня — +3...+9 °C. Атмосферних опадів випадає понад 1000 мм на рік, втім влітку через значне випаровування відзначається посуха (середньомісячна норма 30 мм). Клімат у гірських районах більш континентальний, з вертикальною зональністю, взимку морози іноді до −20°, атмосферних опадів до 2500 мм на рік. На півночі в горах взимку часті снігопади, а влітку часті зливи.
Албанія є членом Всесвітньої метеорологічної організації (WMO), у країні ведуться систематичні спостереження за погодою.

### Внутрішні води
Загальні запаси відновлюваних водних ресурсів (ґрунтові і поверхневі прісні води) становлять 41,7 км³.

#### Річки
Найбільші річки: Дрин (282 км), Семані, Шкумбіні, Мані, Вьоса. Беруть свій початок у горах і течуть переважно зі сходу на захід. У нижній течії великі річки утворюють широкі долини. Гірські річки виносять багато піску й мулу, що акумулюється в прибережній частині. Річки гірські, несудноплавні, використовуються для зрошення і вироблення гідроенергії (Дрин, Семані, Шкумбіні). На річках Маті та Семані побудовані ГЕС, створені водосховища. Максимальний стік припадає на весняно-зимовий період, що пов'язано з середземноморським типом циркуляції повітряних мас.

#### Озера

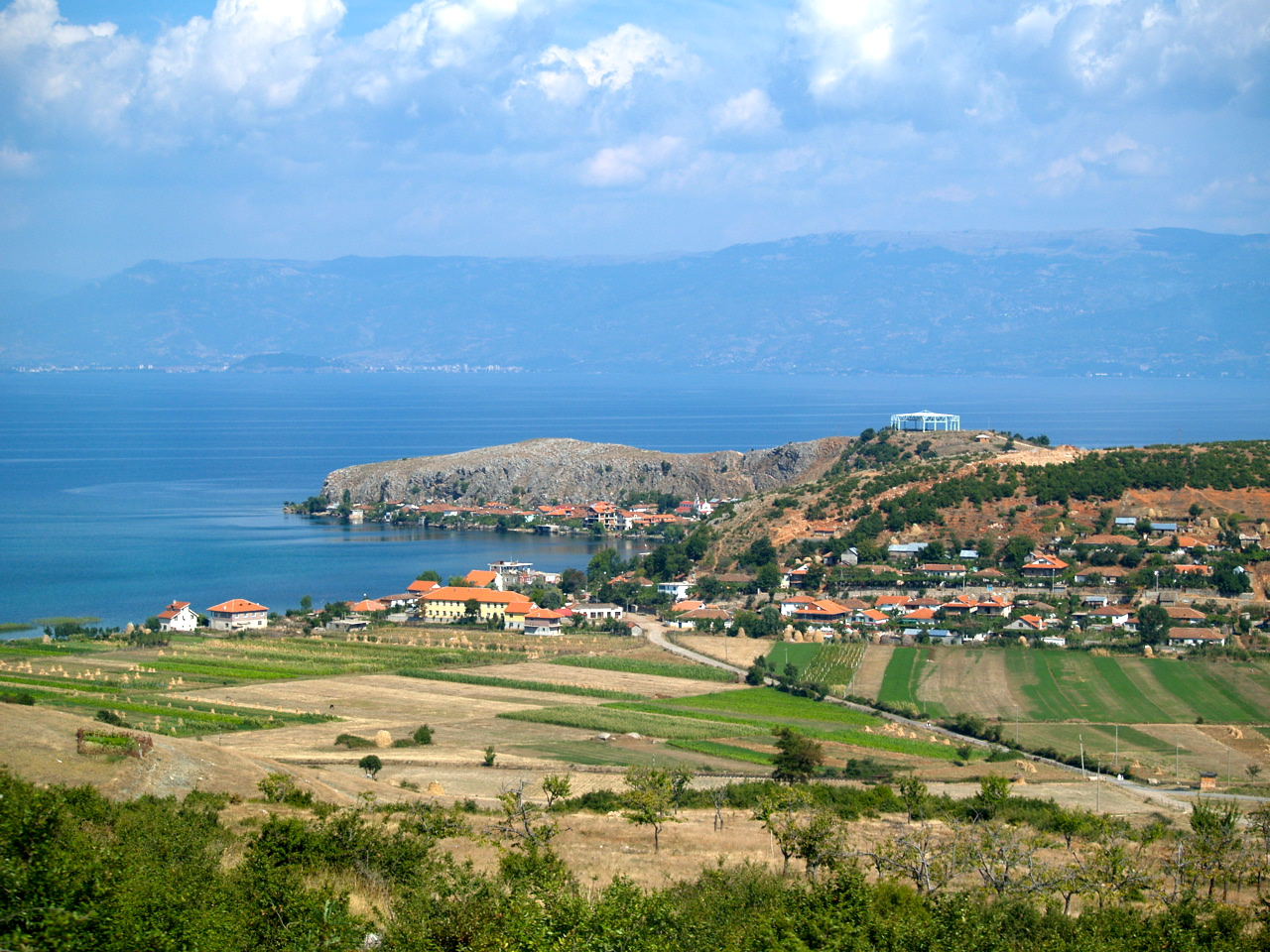
Охридське озеро

У межах Албанії лежить частина акваторії великих озер:
- Шкодер — лежить на кордоні з Чорногорією, площа водного дзеркала — 360 км², глибини від 7 до 13 м;
- Охрид — лежить на кордоні з Македонією, уріз води розташований на висоті 695 м над рівнем моря, найбільша глибина 294 м;
- Преспа — лежить на стику державних кордонів Греції, Північної Македонії і Албанії, уріз води розташований на висоті 853 м над рівнем моря, найбільша глибина 54 м;
- Белш — площа водного дзеркала 45 км²;
- Алламан — площа водного дзеркала 22 км²[16].

### Ґрунти
Гірський рельєф країни не сприяє утворенню значного родючого ґрунтового шару. На серпентинах утворюються малопотужні малопродуктивні ґрунти, а вапняки часто залишаються зовсім позбавлені будь-якого ґрунтового покриву. На рівнині переважають коричневі ґрунти, у горах — бурі гірсько-лісові. На схилах сильно розвинена ерозія та площинний змив, що зносить значні маси змитого ґрунту в долини річок та на прибережні рівнини.

### Рослинність
Прибережні пагорби вкриті вічнозеленим середземноморським маквісом. Ще в середині XX століття понад 40 % площі країни вкривали ліси, у яких переважали дуб, бук (на виходах вапняків), каштан; поширені також береза, сосна (на виходах серпентинів). До 2000 року лісовкрита площа зменшилась до 36 %, якість деревостану значно погіршала; значна частина лісів була знищена в 1990-х — 2000-х роках безконтрольними рубками та пожежами. Надмірне випасання кіз на гірських схилах значно уповільнює відновлення вирубаних лісів. На висотах 1400—1700 м поширені альпійські луки.

### Тваринний світ

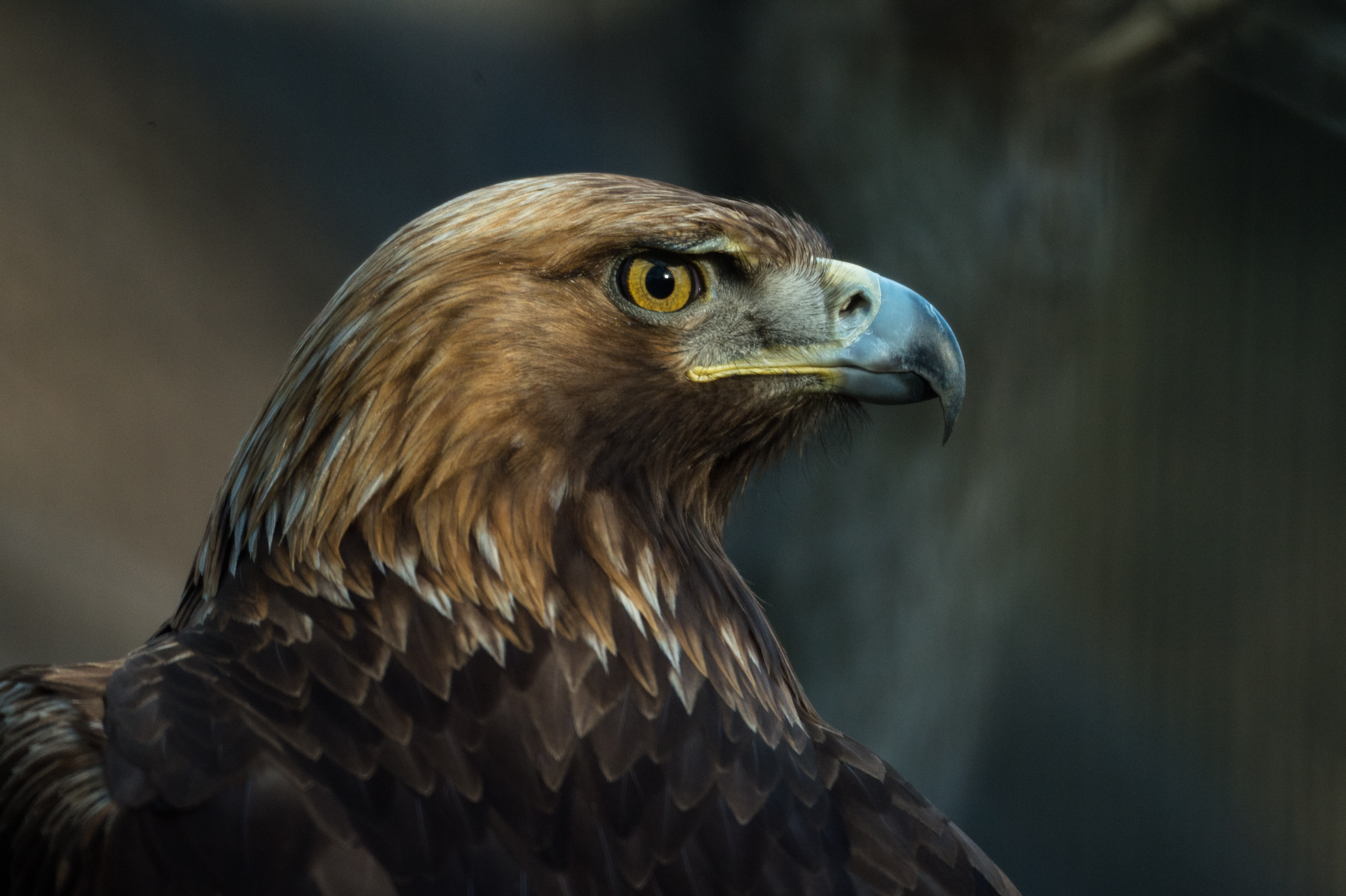
Беркут

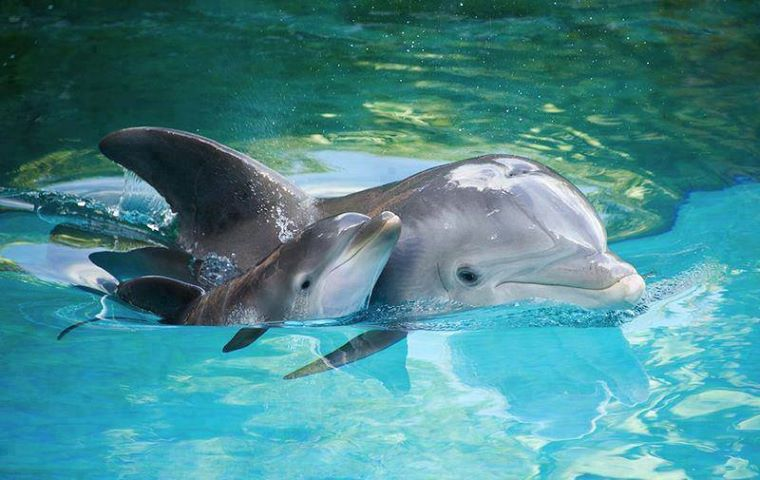
Афаліна звичайна

В Албанії збереглося багато диких тварин у гірських районах, де наявні достатні запаси питної води. Із великих ссавців у горах водяться бурий ведмідь (близько 800 особин на початок століття), дика свиня, сарна, олень, вовк, шакал, рись, лісовий кіт. На низовинах у заболочених місцевостях мешкає багато пеліканів і чапель. Рептилії представлені вужами, гадюками, ящірками, веретільницями, геконами, черепахами.

### Стихійні лиха та екологічні проблеми
На території країни спостерігаються небезпечні природні явища і стихійні лиха: руйнівні землетруси; можливість цунамі на південно-західному узбережжі; повіді; посухи.
Серед екологічних проблем варто відзначити: знеліснення, ерозія ґрунтів, забруднення поверхневих вод промисловими і побутовими відходами.

### Охорона природи

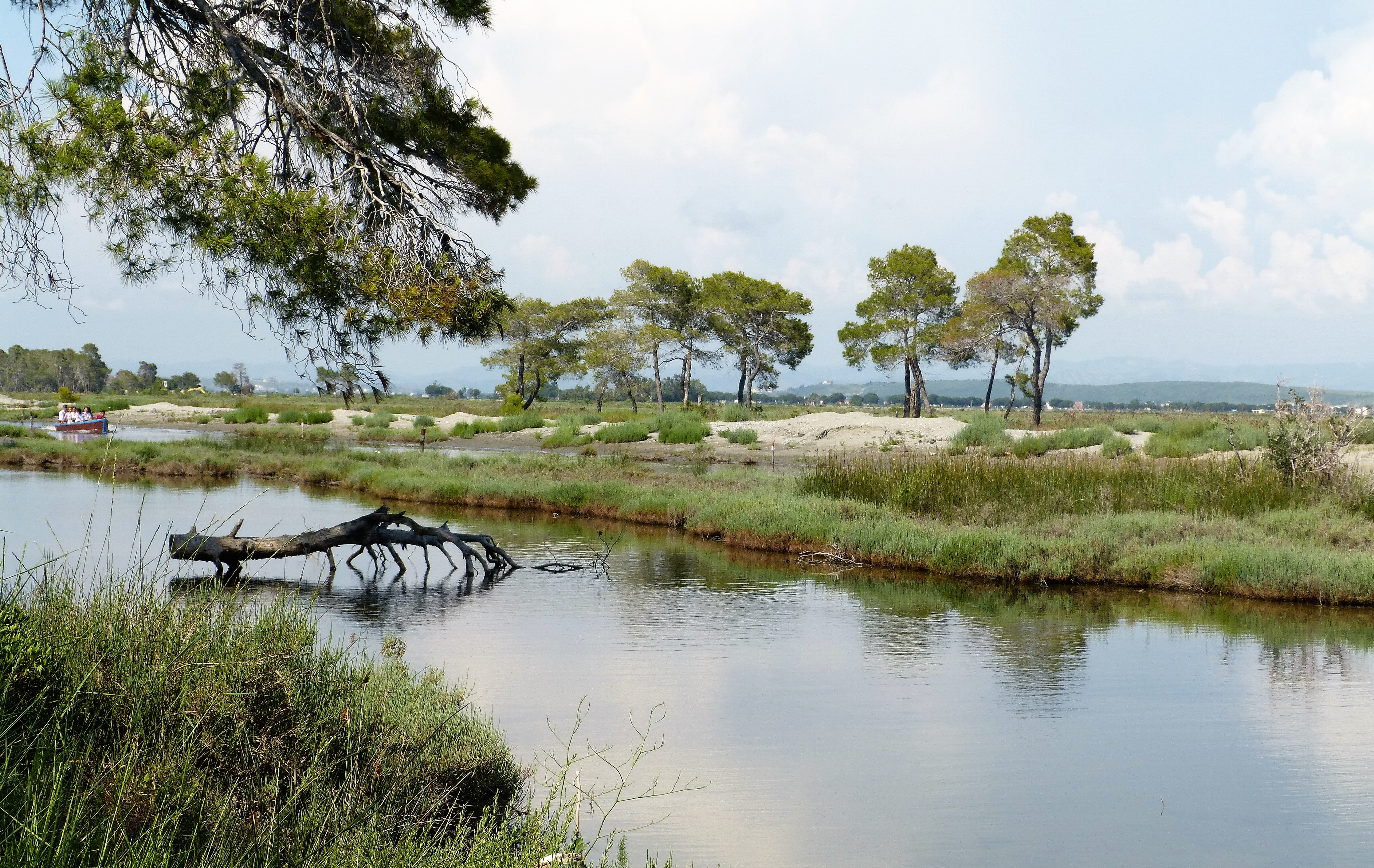
Дів'яке-Караваста

За часів соціалістичної влади в країні створено 4 національні природні парки. Станом на 1997 рік у країні функціонувало 6 національних природних парків і 24 заповідники з пам'ятками природи загальною площею 76 тис. га (1 % території країни).
Албанія є учасником низки міжнародних угод з охорони навколишнього середовища: Конвенції про транскордонне забруднення повітря, Конвенції про біологічне різноманіття, Рамкової конвенції ООН про зміну клімату, Кіотського протоколу до Рамкової конвенції, Конвенції ООН про боротьбу з опустелюванням, Конвенції про міжнародну торгівлю видами дикої фауни і флори, що перебувають під загрозою зникнення (CITES), Базельської конвенції протидії транскордонному переміщенню небезпечних відходів, Морського права, Монреальського протоколу з охорони озонового шару, Рамсарської конвенції із захисту водно-болотних угідь.

### Фізико-географічне районування
Територію Албанії можна розділити на 4 фізико-географічні райони, що різняться рельєфом, кліматом, рослинним покривом:
1. Приморська низовина простяглася від кордону з Чорногорією до затоки Вльора. Поверхня низовини на сході вкрита останцевими пагорбами і грядами. Поблизу моря подекуди місцевість болотиста, частково осушена. Тут зосереджені головні орні землі Албанії.
2. Північні Албанські Альпи зі складним пересіченим рельєфом займають північ країни. Це важкодоступний малозаселений регіон, де поширене відгінне скотарство.
3. Центральне плато має згладжений рельєф, прорізаний вузькими долинами річок, що часто розширюються ділянками широких котловин, у яких розвинене сільське господарство, споруджені міста.
4. Південні Албанські Альпи мають розчленований рельєф. Територію використовують для ведення відгінного скотарства.

## Історія

### Давні часи

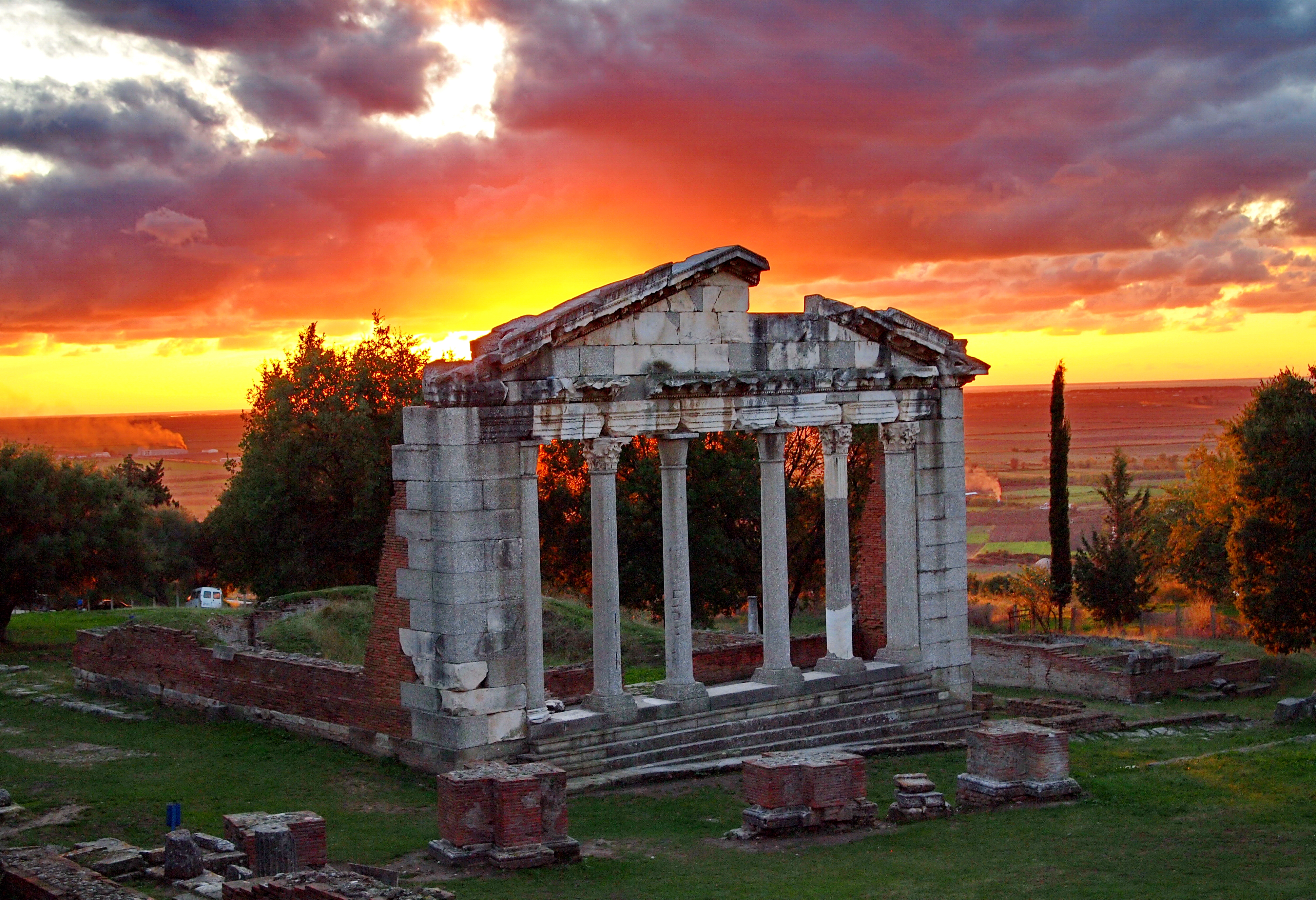
Аполлонія Іллірійська

Найдавнішим населенням Албанії вважають пеласгів, що населяли терени країни ще за часів неоліту. Починаючи з II тисячоліття до н. е. у країні просліжуються сліди іллірійців, що мешкали самоврядними громадами до VI століття. Південна частина країни зазнала значного культурного впливу греків. У VIII—VII століттях до н. е. з'являються грецькі поселення Аполлонія, Диррахій, Епідамн і Бутрот, які до III століття до н. е. занепали. У IV—III століттях до н. е. іллірійські племена ардіанів (наймогутніше), енклеїв і таулантів утворюють перші держави. Піку могутності Іллірія, що простягнулась від берегів Далмації до Епіру, сягнула за володарювання царя Агрона (250—231 роки до н. е.).
229 року до н. е. Давній Рим розпочав війну проти іллірійських піратів, які були розбиті 167 року до н. е., а остаточно підкорені імператором Тиберієм 9 року н. е. Тиберій утворив область Іллирик з імперським легатом на чолі. У II столітті до н. е. територію елліністичного Епіру завоював Рим. За часів Давнього Риму Іллирією проходив шлях з Риму до Візантія — Via Egnatia, у портах велась жвава торгівля, будувались акведуки, у гірських районах зберігалась родоплемінна автономія. У I столітті н. е. до Іллірії проникає християнство, за легендами, разом із проповідями апостола Павла, проте широка християнізація почалася за часів утворення Східної Римської імперії (Візантії), після 395 і до 1347 року. У цей же час почалося виокремлення албанської мови з іллірійської. З Іллірії походили такі римські імператори як Клавдій II Готський (268—270), Авреліан (270—275), Проб (276—282), Діоклетіан (284—305), Костянтин I Великий (306—337), Юстиніан I (527—565).

### Раннє середньовіччя
Після падіння Римської імперії територія Іллірії зазнала навали варварів (гунів, аварів, слов'ян), що переселялись зі сходу під час Великого переселення народів. У середньовіччі місцеве населення зазнало значної слов'янізації, а ті, що сховались у горах, дали початок сучасним албанцям. У IX—X століттях візантійську фему Диррахій, що об'єднувала Дарданію, Епір, Превалітанію, захопило Болгарське царство, що у 998—1019 роках саме потрапило під владу Візантії на чолі з імператором Василієм II. 1050 року північ Албанії увійшла до складу Сербського князівства, на узбережжі володарювали нормани Сицілійського королівства, які впродовж 1081—1083, 1107 і 1185 років сиділи в Диррахії. Воювати Візантії з норманнами допомагала Венеційська республіка в обмін на торгові привілеї. 1180 року серби захопили Шкодер. 1190 року утворюється перша албанська держава Арберійський принципат на чолі з князем Прогоном, що сидів у місті Круя, а основний масив земель держави лежав на південь від Косова до Охридського озера. 1200 року болгари підкорили східну Албанію.
Після Четвертого хрестового походу і падіння Константинополя 1204 року в Албанії постійно точились війни. Венеція володарювала в Диррахії, внутрішні райони підпорядковувались грецькому васалу Михаїлу Комніну, який 1215 року захопив Диррахій і утворив Епірський деспотат. Наступник Михаїла, Феодор Ангел, 1216 року підкорив Арберійський принципат. 1230 рік болгарський цар Іван Асена II захопив деспотат і вийшов до Адріатики. 1246 року Візантійська імперія відокремила Албанію від Епірського деспотату, а 1256 року захопила Диррахій. Упродовж 1257—1259 і 1268—1272 років Диррахієм володів король Обох Сицилій Манфред. Наступник Манфреда, Карл I Анжуйський, проголосив утворення королівства Албанія.
Протягом 1346—1355 років Сербське королівство на чолі з королем Стефаном Душаном (1331—1355) завоювало усю територію Албанського королівства; заснували слов'янські колонії у Фессалії, в Епірі, на Пелопоннесі. Після смерті Стефана сербський рід Бальшів володарював на півночі, а Музака і Топія на півдні, останніх 1367 року змінив Томас Прелюбович.

### Османська імперія

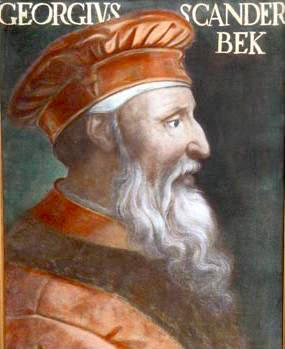
Скандербег

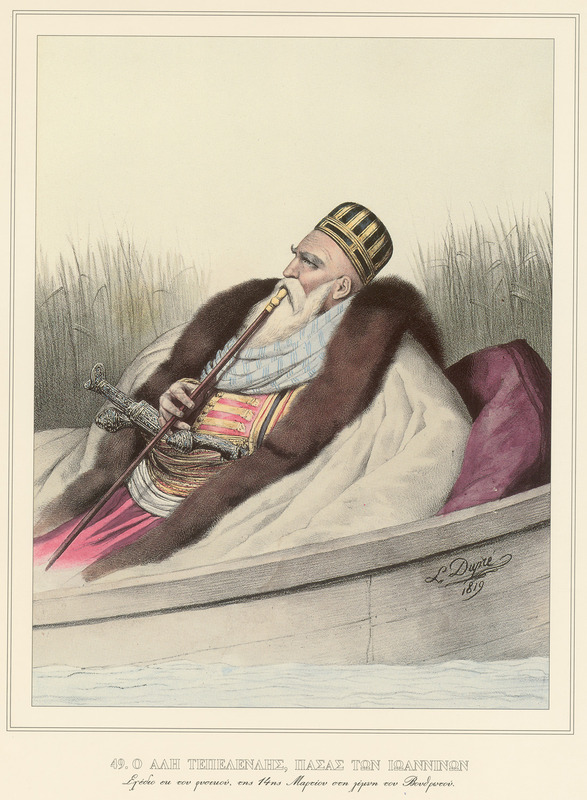
Алі-паша Тепелєнський

З 1381 року почалося завоювання території Албанії Османською імперією, коли остання підтримала південний сербський рід Топія у його боротьбі проти північних Бальшів. Арнаути (тур. албанці) підпали у васальну залежність від турків, але часто переходили на бік венеційців, які оволоділи портами на Адріатиці: Диррахієм — 1392, Лежою — 1393, Шкодером — 1394. Після перемоги на Косовому полі у 1389, того ж року османи направили війська в Албанію, південні й центральні райони якої завоювали до 1423 року.
Протягом 500 років османського панування албанський народ неодноразово повставав проти поневолювачів. Упродовж 1433—1434 років спалахнуло перше феодальне повстання проти нових порядків. Внаслідок всенародного повстання на чолі з Георгієм Кастріотом Скандербегом (Іскандер-бек) у середині XV століття майже всю Албанію визволено, але 1479 року її знову загарбали турки. Скандербег був сином місцевого феодала у якого відняли родовий маєток у Круї. Внаслідок таких утисків Скандербег зрікся ісламу і був 1443 року проголошений князем Кастріоті. У союзі з Венецією і вождями Ліги Лежі він розгорнув партизанську війну. Після ряду перемог 1449 і 1451 років Скандербег домігся від султана Мехмеда II 1461 року визнання себе володарем Албанії. Після смерті батька 1468 року, син Скандербега за підтримки Неаполя, Венеції і Рима продовжив боротьбу. 1466 року турки захопили Вльору, 1478 — Крую, 1479 — Шкодер, 1501 — Диррахій, 1571 — Бар і Ульцинь. Поразка національного спротиву спричинила еміграцію албанців до Італії, Сицилії, Греції, Волощини та Єгипту; тотальну ісламізацію країни. У XVII—XVIII століттях до півдня України великими групами починають переселятись албанці-арнаути.
На півночі плем'я гегів самостійно збирало податки, зберігало внутрішньокланові традиції, відбувало військову повинність як іррегулярні частини під проводом власних вождів і заради військової здобичі (худоби). Часто під час війн вони співпрацювали з венеційськими і австрійськими військами. У 1690 роках серби покинули Косово. На півдні життя було заможнішим, тут турки збирали помірні податки, а місцеві феодали відбували повинність у військовій кавалерії. У 1645 і 1649 роках турки зуміли приборкати місцеві бунти під проводом католицьких феодалів.

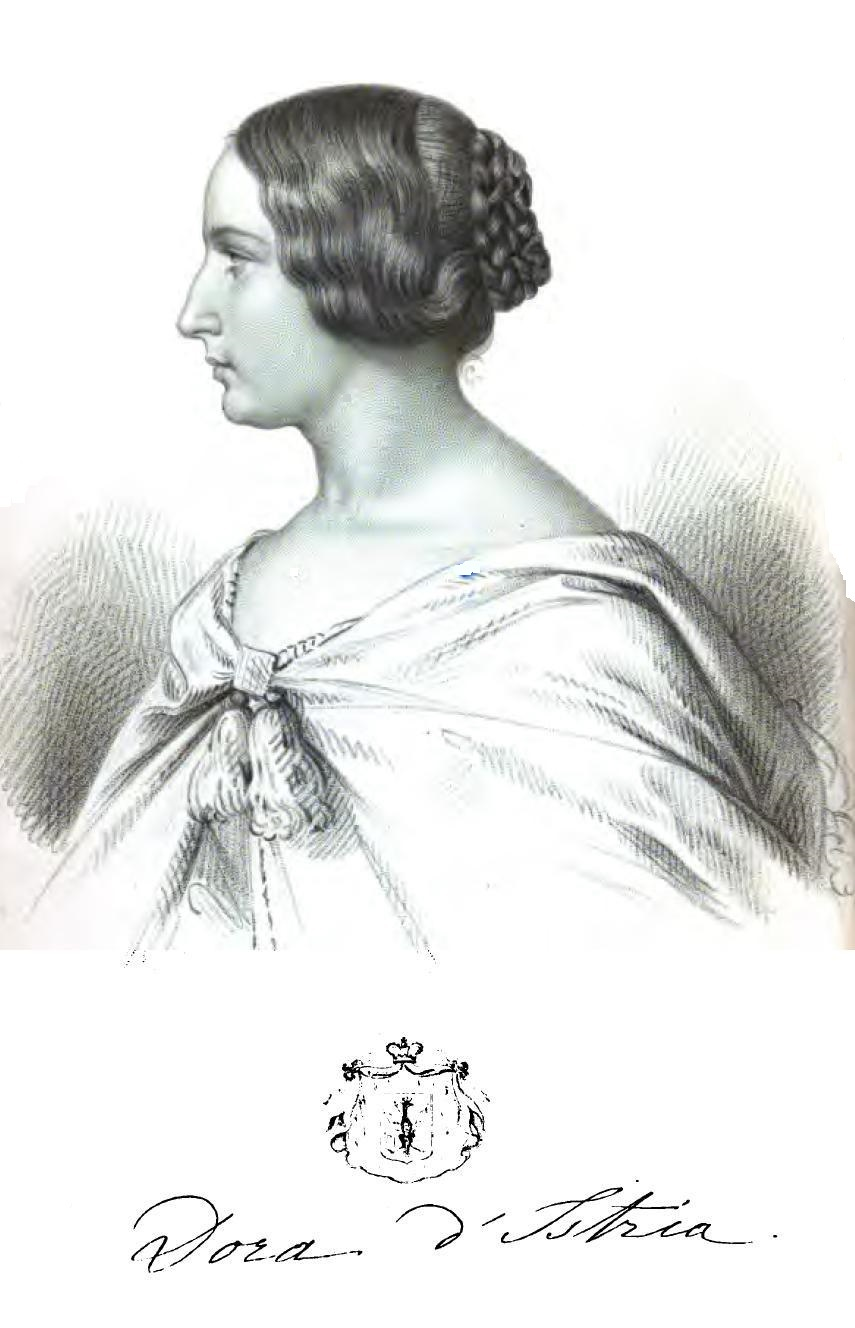
Дора д'Істрія стала головним захисником албанської справи в Західній Європі

У XVIII столітті на півночі й у центрі правили паші Бушаті. На півдні Албанії й у Західній Македонії Алі-паша Тепелен (1744—1822) заснував напівнезалежний Янінський пашалик. Султан Махмуд II розгромив у 1820—1822 роках пашу Тепелена, а 1831 року і пашів Бушаті, централізувавши місцеву владу. У 1830-х роках османська артилерія придушила місцеве повстання феодалів. 1835 року була проведена реформа, землі Албанії були розділені між еялетами Яніна і Румелія. 1846 року утворені пашалики в Монастирі (Бітола) і Ускібі, ліквідовані 1877 і 1863 року, відповідно. Під час наступної адміністративної реформи 1865 року албанські землі були розділені між вілаєтами Ішкодра, Яніна, Бітола і Косово. Уведення обов'язкових податків, призначення неалбанських держслужбовців, призов до війська, ісламські школи викликали значний спротив серед місцевого населення.

### Національне відродження

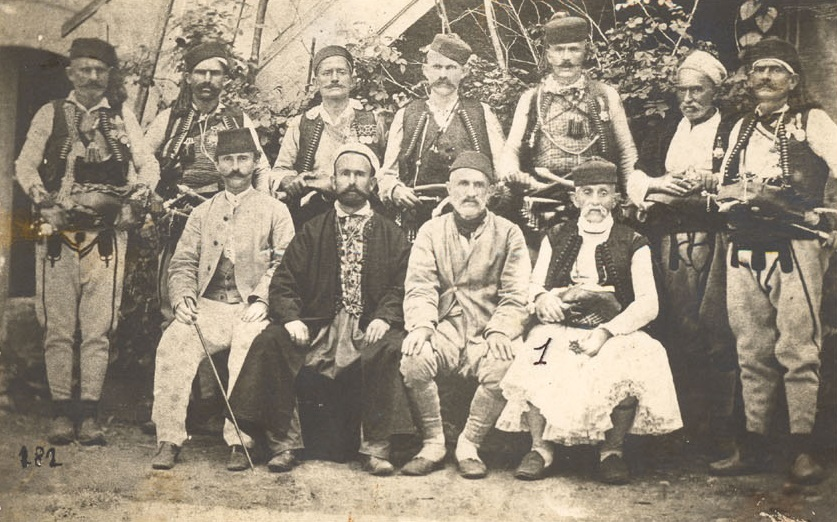
Призренська ліга (1878)

На Берлінському конгресі, що підбив підсумки російсько-турецької війни 1877—1878 років, було вирішено передати північ Албанії Чорногорії та Сербії, що викликало спротив місцевих мусульманських вождів. 10 червня 1878 року в Призрені була утворена албанська націоналістична Призренська ліга. До неї швидко приєднались католицькі племена Шкодера і православні з півдня, які спільно чинили опір турецькій армії 1880 року в районі Ульцинь, що намагалась виконувати рішення Берлінського конгресу щодо передачі району Чорногорії. Призренська ліга поставила собі за мету об'єднати усі албанські землі в єдиній самоврядній адміністративній одиниці. Це розкололо Лігу, бо албанці-мусульмани центральних регіонів проявили вірність Стамбулу. 1880 року було утворено Тимчасовий уряд, у відповідь на що турецькі війська наступного року зайняли Призрен і Ульцинь і провели арешти.
Національний албанський рух перейшов у підпілля. У містах утворювались таємні комітети, у горах воєнізовані чети (перша 1906 року), за межами Албанії були утворені просвітницькі товариства:
- 1879 — Стамбульське товариство друку албанською мовою;
- 1884 — Дрита (Світло) в Бухаресті;
- 1891 — Дешира (Прагнення) в Софії;
- 1891 — Башкімі (Єдність) в Єгипті[20].

У листопаді 1908 року, після повалення султана Абдул-Хаміда II, у Бітолі був проведений перший національний конгрес. Розпочались розмови про створення єдиної абетки, утворювались політичні клуби, друкувались газети на півдні країни. У відповідь на це турецька влада почала репресії, заборонила носіння зброї, увела тілесні покарання. 1910 року на півночі спалахнуло повстання. Наступного року нове повстання поставило собі за мету отримати автономію для Албанії. Під впливом революцій у Російській (1905—1907) і Османській (1908) імперіях в Албанії навесні 1912 року вибухнуло загальнонародне повстання. Повстанці захопили Скоп'є, Дібру, Ельбасан, Перметі. 23 серпня було оголошено перемир'я, албанському народові надавалась певна автономія, але адміністративна реформа не була проведена.

### Незалежність

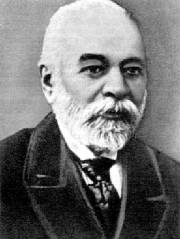
Ісмаїл Кемалі

У жовтні 1912 року розпочалась перша Балканська війна. Того ж року чорногорці узяли в облогу Шкодер, серби захопили Ельбасан, Дуррес, Тирану, греки — Яніну. 28 листопада у місті Вльора з'їзд представників різних верств населення, щоб запобігти розділу країни, проголосив Албанію незалежною державою й сформував перший тимчасовий уряд на чолі з Ісмаїл Кемаль-беєм (1844—1919). Незалежність Албанії була визнана Лондонською конференцією послів 20 грудня 1912 року і Лондонським мирним договором 30 травня 1913 року, укладеним після Першої Балканської війни. Проте над Албанією був встановлений протекторат 6 великих держав (Франції, Росії, Великої Британії, Німеччини, Італії і Австро-Угорщини) у вигляді Міжнародного контрольного комітету (МКК). Прибічниками незалежності Албанії виступили дві останні великі держави. Після Другої Балканської війни, згідно з Бухарестським договором Косово відходило до Сербії, Печ і Д'яковиця Чорногорії, але Шкодер повертався Албанії. Згідно з Флорентійським протоколом 17 грудня 1913 року Греція отримувала південний Епір і Чамерію. Великі держави сформували поліцейські сили, цивільну адміністрацію, підконтрольну МКК.
21 лютого 1914 року на албанський престол був посаджений німецький принц Вільгельм Від (відомий як Вільгельм І). 10 квітня 1914 року була прийнята перша конституція Албанії — Органічний статут Албанії. 28 лютого 1914 року за підтримки Греції на півдні Албанії спалахнуло повстання. Вже 2 березня в Гірокастрі була проголошена Автономна Республіка Північного Епіру, створено уряд на чолі з колишнім міністром закордонних справ Греції Георгіосом Христакі Зграфосом.

### Перша світова війна
З початком Першої світової війни у країні спалахнула селянська війна, 3 вересня 1914 року повстанці примусили втекти Вільгельма з обложеного Дурресу. Владу захопила Генеральна рада Албанського сенату. Есад-паша Топтані, що повернувся з Італії, очолив сербські війська і зайняв Тирану і Дуррес, 5 жовтня оголосив себе головою Сенату і Тимчасового уряду. Вожді Великої Мальсії та Мірдити не підкорилися його самопроголошеній владі. У тому ж місяці Греція окупувала південну Автономну Республіку. У листопаді 1914 року владу в країні захопили повстанці на чолі з Хаджі Камялі, який проголосив 16 грудня утворення Нової ради і об'єднання з Туреччиною. У відповідь Есад-паша запросив допомоги в Італії, яка вже через 10 діб висадила десант у Вльорі. Антанта за таємним Лондонським договором 1915 року фактично продала Італії албанські Вльору і острів Сасено, за вступ у війну на боці першої. У центральній Албанії було запропоновано утворити італійський протекторат. Влітку 1915 року Сербія разом із Чорногорією захопила Центральну Албанію, але вони були вибиті вже восени військами Австро-Угорщини і Болгарії до нейтральної на той час Греції.
У лютому 1916 року до Греції утік Есад-паша Топтані. Влітку 1916 року на півдні в Корчі висадились війська Франції, а 10 грудня там була утворена Корчинська Албанська Республіка, яка проіснувала до 16 лютого 1918 року і була ліквідована під тиском Греції.

### Міжвоєнний період і влада Зогу

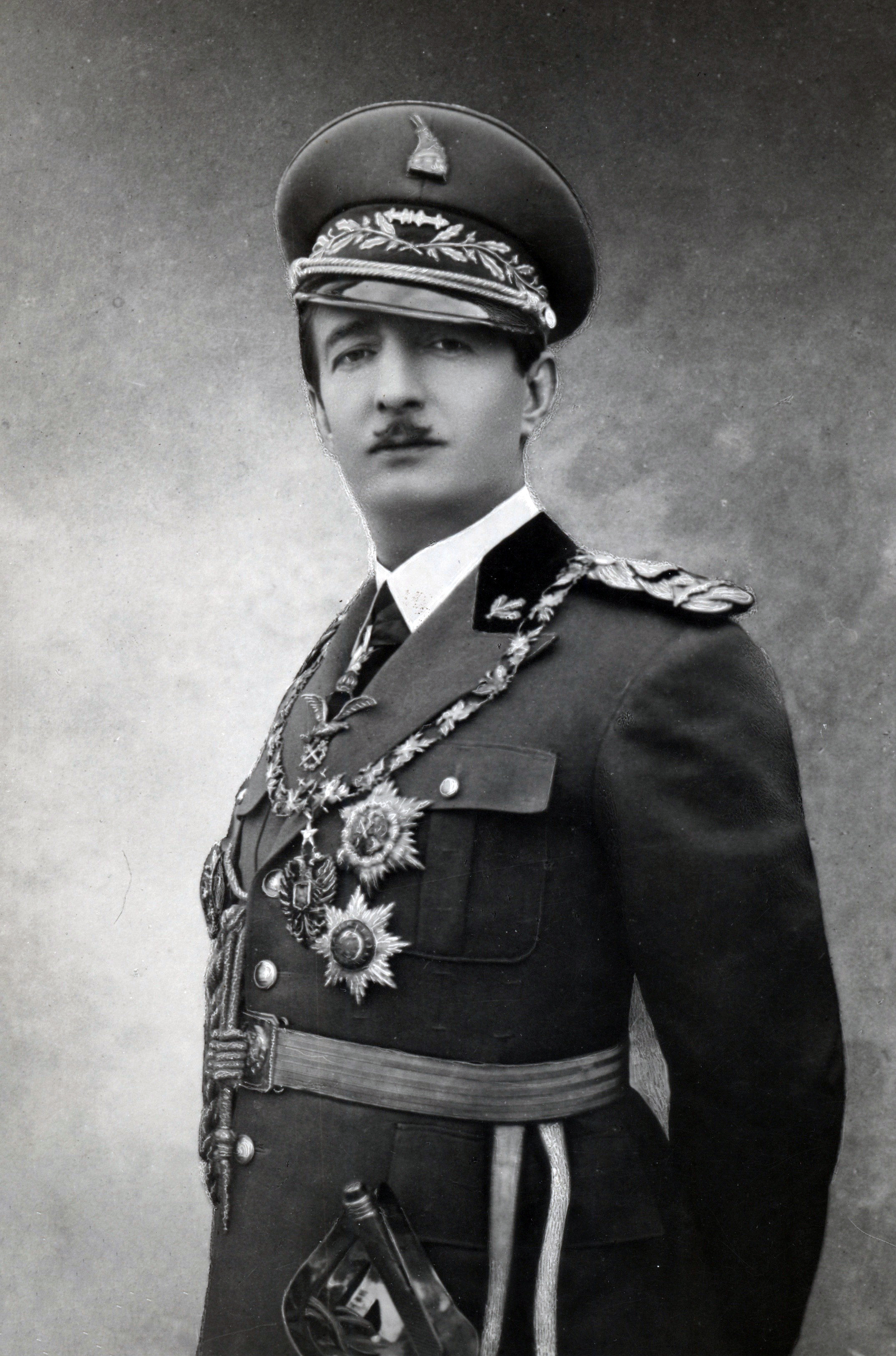
Ахмет Зогу

По завершенні Першої світової війни, при укладенні Паризького мирного договору Албанія стала об'єктом зазіхань імперіалістичних держав. Австро-угорські війська замінили італійці, частину Албанії зайняли серби, французи і греки. 28 грудня 1918 року албанці сформували Тимчасовий уряд на чолі з Турхан-паші Перметі, визнаний урядом Італії, який працював у руслі італійської окупаційної влади. Албанські націоналісти отримали підтримку американського президента Вудро Вільсона, що виступив проти розділу Албанії.
21—31 січня 1920 року в Люшні зібрався Національний албанський конгрес, що змістив Перметі й створив Вищу державну раду з 4 представників усіх релігійних конфесій країни, затвердив нову конституцію — Статут Люшні, за яким створювалась Національна рада з 37 осіб, яких обирають Національні збори. Навесні 1920 року уряд Сулеймана Дельвіна перебрався до Тирани. 26 травня французи полишили країну, на півночі були вибиті сербські війська. 22 серпня 1920 року Італія визнала незалежність Албанії і вивела війська, окрім острова Сасено в бухті Вльора. 17 грудня 1920 року країну прийняли до Ліги націй.
На півночі в районі Міртида влітку 1921 року просербські сепаратисти, російські білоемігранти і греки під проводом Гьйона Марка Гьйоні здійняли повстання і утворили Міртидську Республіку зі столицею в Призрені. Повстання військами підтримав Белград. Але завдяки дипломатам Ліги націй військова інтервенція була зупинена, а кордони Албанії підтверджені на конференції 9 листопада в Лондоні. 1922 року югославські війська були виведені з країни, а 1924 року і грецькі.
5 квітня 1921 відбулися вибори до Національної ради. Перемогу отримали консервативна Прогресивна партія землевласників і коаліція Народної партії на чолі з православним єпископом Дурреса Фаном Нолі (1882—1965) і сином вождя однієї з мусульманських громад Ахметом Зогу (1895—1961). Наладити конструктивний діалог не вдалося, уряди змінювались майже не щотижня. 1922 року утворився коаліційний уряд Джафера Юпі (1880—1940), де посаду міністра зовнішніх справ обійняв Нолі, а внутрішніх — Зогу. Останньому впродовж року вдалося роззброїти племена на півночі, придушити заколоти на півдні, очистити адміністративний апарат, підготувати нову конституцію і 2 грудня очолити уряд. Проте Зогу викликав невдоволення лібералів на півдні, що очікували земельної реформи, націоналістів на півночі, що не бажали змін племінного самоврядування. Проблем додав голод навесні 1923 року. 27 грудня 1923 року відбулися вибори до Установчих зборів, опозиція програла вибори, що тільки накалило ситуацію в країні. Ахмет Зогу подав у відставку й покинув країну, уряд очолив Шевкет Верляці (1877—1946). У квітні 1924 року був убитий один з лідерів опозиції Авні Рустемі. Повстання спалахнуло у травні 1924 року. Новостворений уряд Фана Нолі не пішов далі обіцянок і швидко втратив підтримку народу.
У грудні того ж року Зогу за допомогою югославських і російських білоемігрантських експедиційних військ повернувся і знов захопив владу 6 січня 1925 року Ахмет Зогу став прем'єр-міністром, 22 січня була проголошена Республіка, а 31 січня Національні збори обрали Зогу її президентом на 7 років, 7 березня прийнята нова конституція, що надала президенту диктаторські повноваження. За новою конституцією утворювався двопалатний парламент у складі Сенату з 18 сенаторів, що обирались на 6 років і Палати депутатів, що обирались на 3 роки. 1 вересня 1928 року новообрані Установчі збори оголосили Зогу королем держави під ім'ям Зогу I Скандербег III, Албанія перетворилась на монархію. За його володарювання Албанія досягла певних успіхів у модернізації та європеїзації, але фактично перетворилася на італійську колонію. У Римі було створено Товариство з економічного розвитку Албанії, що фінансувало будівництво в країні. 1926 року на півночі спалахнуло повстання. 27 листопада 1926 року в Тирані було підписано італо-албанський Перший Тиранський пакт про дружбу на 5 років, а 22 листопада 1927 року — Другий Тиранський пакт про оборону і модернізацію албанської армії на 20 років. З 1931 року Ахмет Зогу відмовився продовжувати Перший Тиранський пакт і обрав курс на відхід від співпраці з Італією, вислав військових радників, закрив італійські школи, перестав надавати концесії італійським компаніям. Проти такої політики виступило молоде покоління, що здобуло освіту в Італії, утворивши Тайну організацію і організувавши повстання в Фієрі 1935 року. Ахмет Зогу пішов на деякі поступки, утворивши ліберальний уряд Мехді Фрашері (1872—1963), підписавши 1936 року нову угоду з Італією. 1937 року на півдні спалахнуло нове повстання, приводом до якого слугувала заборона на носіння жінками мусульманського одягу.

### Окупація і Друга світова війна
У квітні 1939 року фашистська Італія висунула ультиматум Албанії щодо протекторату над нею і офіційно окупувала країну 50 тис. контингентом (албанське військо налічувало 8 тис. військовиків) за 3 дні, включивши її до складу «Італійської імперії». 12 квітня Установчі збори проголосили особисту унію Албанії та Італії, а 16 квітня італійський король Віктор Еммануїл III прийняв албанську корону від тимчасового регента і прем'єр-міністра Шевкета Верляці. Стара конституція була скасована, дарована нова, віцекоролем призначено колишнього італійського посланця Якомоні ді Сан-Савіно. Албанія вийшла з Ліги націй. Утворено Албанську фашистську партію.
Албанська армія у складі 12 тис. корпусу увійшла до складу італійської і брала участь у кампанії 1940 року з окупації Греції. Проте останній вдалося на деякий час, з грудня 1940 по квітень 1941 року відбити атаку й перенести бойові дії на територію Албанії. Після окупації Греції до Албанії приєднали округу Чамерія, а після окупації Югославії — Косово, частину Чорногорії і Дебар зі Стругою Західної Македонії.
На початку 1930-х років у країні оформлюються комуністичні гуртки, які під час війни 1941 року об'єдналися в Комуністичну партію Албанії на чолі з колишнім вчителем Енвером Ходжою (з 1948 — Албанська партія праці). Комуністи, за підтримки Великої Британії та СРСР, очолили партизанську боротьбу проти окупантів, реорганізувавши партизанські загони 1942 року націоналістів і комуністів на півдні в Народно-визвольний фронт, який того ж року почав бойові дії проти італійців. У листопаді 1942 року Алі Кліссура та Мідхат Фрашері утворили некомуністичний національний фронт Балі комбтар. На початку 1943 року в країні діяло більш як 20 різних чет і загонів. До осені 1943 року значну частину території країни було очищено від італійських окупантів силами Національно-визвольної армії Албанії (НОА) — 8—12 тис., окрім Вльори, яка перебувала під владою Бали комбтар. Комуністи у вересні 1943 року розпочали громадянську війну проти чет Бали комбтар, що прагнули приєднати косовські землі до післявоєнної Албанії. Відразу після капітуляції Італії до Албанії зайшли німецькі нацисти, що зуміли знайти порозуміння з Бали комбтар з косівського питання. Восени 1943 року Установчі збори скасували особисту унію з Італійським королівством, утворили Вищу регентську раду, уряд очолив косівський землевласник Реджеп Мітровиця. Німці набрали з албанців дивізію СС «Скандербег», яка брала участь в етнічних чистках проти сербів-партизанів. У листопаді 1943 року Абазом Купі був утворений рух Легалітет, який спирався на північні клани і проявляв лояльність до Ахмета Зогу.
На Першому Антифашистському конгресі національного визволення 24 травня 1944 року в Перметі функції найвищого законодавчого органу були передані Антифашистській раді (АНОР), а виконавчого — Комітетові національного визволення (АНОК), який на Другому Антифашистському конгресі 20 жовтня 1944 року був перетворений на Тимчасовий демократичний уряд на чолі з Енвером Ходжою. Народно-визвольна армія Албанії, що налічувала тоді 20 тис. бійців, розгромила білистів на півдні, Лігу Шкодри байрактарів у районі Мірдіти, 17 листопада 1944 року визволила столицю, місто Тирану, 29 листопада 1944 року була звільнена вся Албанія. Загони НОА допомагали звільняти Чорногорію і придушувати албанський націоналістичний спротив у Косові, окрім того, після війни воювали на півночі проти монархістів і місцевої шляхти.

### Соціалістичний курс

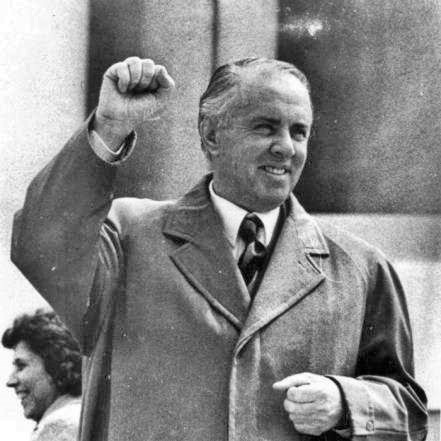
Енвер Ходжа

У грудні 1945 року відбулись вибори до Установчих зборів, на яких Демократичний фронт отримав 93 % голосів. 11 січня 1946 року Королівство Албанія було проголошено народною республікою, 14 березня прийнято нову конституцію, уряд очолив Енвер Ходжа. Протягом 1944—1946 років уряд здійснив ряд докорінних соціально-економічних перетворень: було націоналізовано іноземну власність, промислові підприємства, проведено аграрну реформу, встановлено державну монополію на зовнішню торгівлю і контроль над внутрішньою. СРСР надав безкорисливу допомогу Албанії в напрямках індустріалізації країни, механізації сільського господарства. 29 квітня 1946 року уряд Югославії першим визнав комуністичну владу Албанії, 10 листопада це зробив СРСР. Проте Велика Британія і США відмовились це робити, поки в уряді не буде присутня опозиція, відізвали власні місії з Тирани, протидіяли вступу країни до ООН. Того ж року Албанія почала допомагати грецьким комуністам, проти чого 27 листопада 1948 року Генеральна асамблея ООН прийняла резолюцію. 22 жовтня 1946 року у територіальних водах Албанії міжнародної протоки Керкіра на морських мінах підірвались два британських есмінці. Албанія відмовилась виплачувати $2,4 млн компенсації згідно з рішенням Міжнародного суду в Гаазі.
У березні 1948 року на Пленумі Центрального комітету КПА ухвалено рішення про інтеграцію військової та економічної інфраструктури з Югославією, розглядалось питання входження на правах союзної республіки, або утворення тристоронньої балканської федерації разом із Болгарією. Проте планам не судилося збутися через гостру критику Комінформбюро політики Йосипа Броз Тіто у червні 1948 року. Югославські радники були вислані з країни, економічні договори розірвані, 1949 року договір про дружбу денонсований, у листопаді 1950 року дипломатичні відносини припинені (відновлені лише наприкінці 1953 року, вже після смерті Сталіна). Того ж року головний суперник Ходжі, міністр внутрішніх справ Кочі Дзодзе був заарештований як послідовник Тіто й страчений наступного року. Загалом репресій зазнало 14 з 32 членів ЦК АПТ, 32 з 109 депутатів Народних зборів, 28 тис. партійців, багато албанців емігрувало. З липня 1950 року Енвер Ходжа одноосібно керував партією, урядом, міністерствами оборони й закордонних справ.
У лютому 1949 року Албанія увійшла до Ради Економічної Взаємодопомоги (РЕВ). Смерть Йосипа Сталіна, розкриття в СРСР культу особи, відлига, зростаюча внутрішня критика змусили АПТ 1954 року запровадити принцип колективного керівництва, внаслідок чого уряд очолив військовик Мехмет Шеху. Між Москвою і Заходом вдалося досягти домовленостей щодо Албанії, 1955 року держава підписала Варшавський договір, того ж року стала повноправним членом ООН. Проте вже 1956 року на тлі подій у Будапешті Енвер Ходжа відновив гостру полеміку з югославським керівництвом, відновив культ особи Сталіна, узяв на озброєння тезис капіталістично-ревізіоністської облоги країни. З жовтня 1959 року албанські газети на тлі економічної допомоги і засудження радянського комуністичного ревізіонізму зайняли прокитайську позицію. 1960 року албанська делегація різко засудила позицію СРСР на міжнародних нарадах комуністичних партій 24 червня в Бухаресті й у листопаді в Москві. Після 1960 року керівництво Албанської партії праці (АПП) повністю припинило співпрацю з міжнародним комуністичним рухом. 1961 року розірвано дипломатичні відносини з СРСР, дипломатичні відносини зі східноєвропейськими країнами підтримувались на мінімальному рівні. Після скасування усієї економічної допомоги радянською владою, 1962 року Албанія припинила участь у роботі РЕВ. Цим скористався Китай, надавши кредит у $125 млн (загалом розмір допомоги за 17 років сягнув $1,4 млрд). 1961 року Албанія фактично припинила, а 1968 року офіційно на знак протесту проти вторгнення в Чехословаччину заявила про свій вихід з Організації Варшавського Договору, була ліквідована військово-морська база ВМФ СРСР у Вльорі. Албанія обрала курс розрахунку лише на власні сили, культивування образу «фортеці в облозі».
1966 року Енвер Ходжа за китайським зразком розпочав культурну та ідеологічну революцію з викорінення буржуазних і релігійних пережитків, яка вдарила по бюрократичному апарату. Була запроваджена верхня межа окладів для керівників, скорочено штат держслужбовців, сільськогосподарські роботи для містян у колективних господарствах. 1973 року були розгромлені Комітет радіо і телебачення, творчі спілки, Союз албанської молоді. Після покращення відносин Китаю з США, Албанія обрала курс на розрив албансько-китайських відносин. Так 1975 року був розкритий так званий прокитайський заколот — розстріляні міністр оборони Бекір Балуку, начальники генштабу Петріт Думе і політуправління Хіто Чако, багато функціонерів зазнали репресій. 1978 року були остаточно розірвані відносини з Китаєм, який припинив допомогу країні. Дипломатичні відносини із країнами заходу Албанія до 1971 року, коли були встановлені дипломатичні відносини з Грецією, мала лише із Францією. 1976 року було прийнято нову й останню соціалістичну конституцію країни, країну перейменовано на Народну Соціалістичну Республіку Албанія (НСРА). У 1980—1981 роках короткочасно покращились відносини з Югославією, які були швидко охолоджені антисербськими виступами студентів на захист албанців у Косові й самогубством прем'єра Мехмета Шеху, який «виявився» югославським шпигуном, стратами його «поплічників».
1982 року президентом Албанії було обрано наступника Енвера Ходжи, Раміза Алію, який обрав курс на поступову лібералізацію внутрішнього життя, після чого відновилась допомога Китаю. У березні 1985 року Енвер офіційно визнав ліквідацію Мехмета Шеху, а 11 квітня 1985 року помер. 1987 року було підписано мирну угоду з Грецією, відновлено залізничне сполучення з Югославією, розпочалось відновлення дипломатичних відносин із Заходом. 1988 року Албанія приєдналася до Співдружності балканських держав. 1990 року в країні, у зв'язку із тяжким економічним станом, були дозволені ринкові відносини, проте це не допомогло уникнути заворушень у великих містах. Того ж року парламент провів докорінну реформу законодавства, були відкриті кордони (до прийняття цього закону більше 5 тис. албанців переховувались у посольствах з метою отримати політичний притулок). 1990 року відновлені дипломатичні відносини з СРСР.

### Демократична сучасність
29 квітня 1991 року Народні збори ухвалили закон про основні положення конституції, така собі перехідна конституція на 1 наступний рік, за який правлячі кола сподівалися прийняти нову конституцію. Однак ситуація загострилася, утворилась політична криза між главою держави і парламентом. 1992 року були заборонені тоталітарний режим і комуністична партія, а комуністичні лідери постали перед судом за корупцію. Проєкт нової конституції, винесений главою держави на референдум 6 листопада 1994 року, країна не підтримала. Перехідний період виявився непростим для низки урядів, оскільки не вдавалось подолати високий рівень безробіття, широко розповсюджену корупцію, бракувало коштів на перебудову старої інфраструктури, боротьбу з потужними організованими злочинними угрупованнями, значних ресурсів потребувала внутрішня політична боротьба.

## Політика
Албанія за формою правління є парламентською республікою. Главою держави виступає президент. Державний устрій — унітарна держава.
Республіка Албанія — демократична правова держава, основоположним принципом організації якої є розподіл законодавчої, виконавчої і судової влади. Народ здійснює свою владу через представницькі органи, а також на референдумах. Представницькі органи обираються на вільних, загальних, рівних, прямих виборах таємним голосуванням (запроваджено 1944 року). Вибори до парламенту і органів місцевого самоврядування організовує Центральна виборча комісія (алб. Komisioni Qendror i Zgjedhjeve). Державну владу здійснюють лише державні органи, визнані законом.

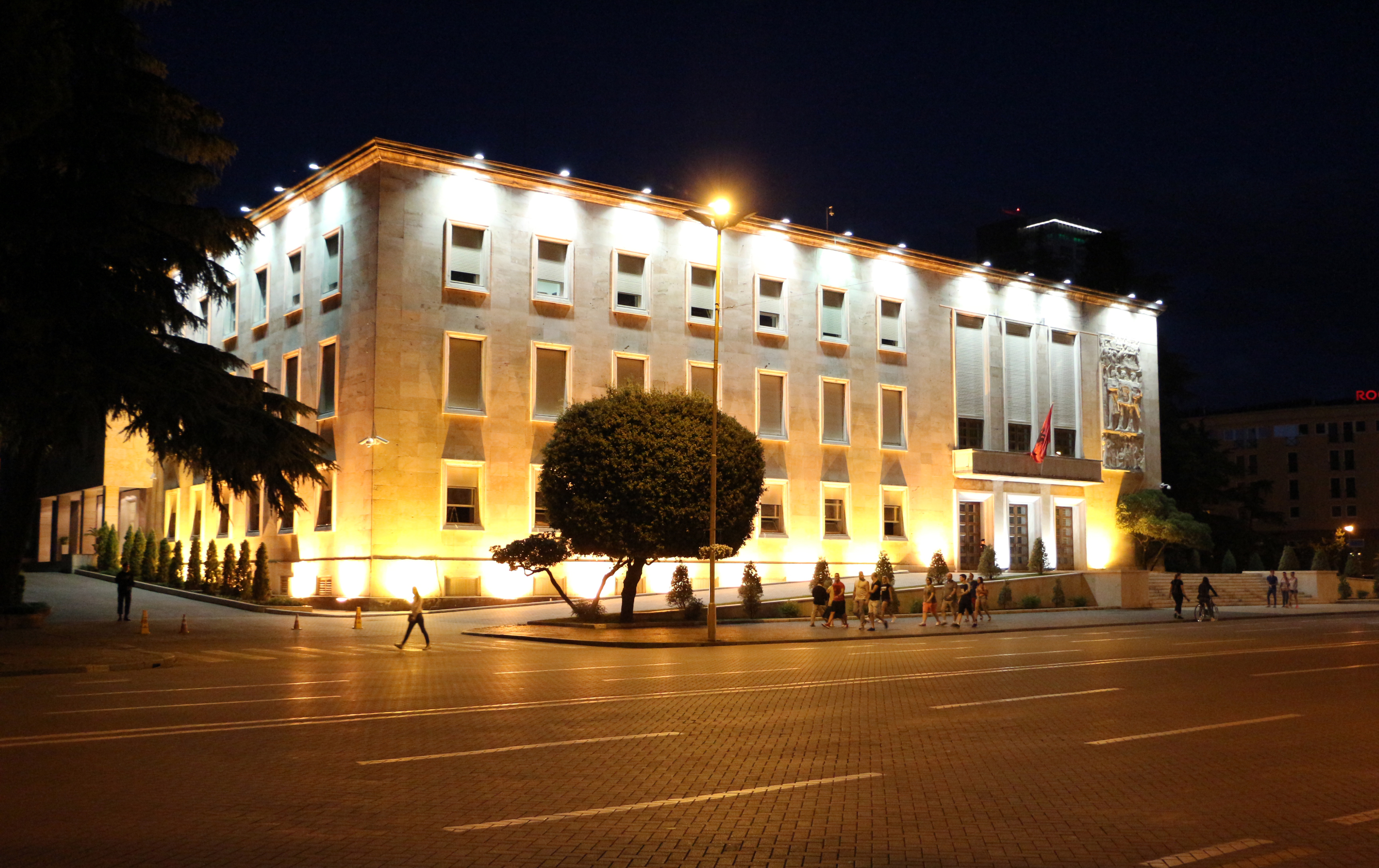
Будинок уряду

Право на громадянство за місцем народження (jus soli) не визнається; лише за походженням (jus sanguinis) — принаймні один з батьків повинен бути громадянином Албанії; подвійне громадянство визнається. Кваліфікаційний період, постійне проживання на території держави, для натуралізації становить 5 років.

### Конституція
Діюча конституція держави прийнята 21 жовтня 1998 року Національними зборами, схвалена народом на референдумі 22 листопада того ж року й оприлюднена 28 листопада. Поправки до конституції держави можуть бути прийняті кваліфікованою більшістю (двома третинами) складу парламенту, або на референдумі з попереднім схваленням тієї ж кваліфікованої більшості в парламенті і подальшим затвердженням президентом.
Попередня конституція була прийнята в грудні 1976 року, вона проголосила Народну Соціалістичну Республіку Албанію.

### Глава держави
Головою держави є президент Республіки (алб. Kryetarët), який, згідно з Конституцією, обирається 60 % парламенту в трьох раундах (або простою більшістю в додаткових) на строк 5 років з правом переобратись на другий термін серед громадян Албанії, що досягли віку 35 років і впродовж останніх 10 років мешкали в країні. Парламент країни за поданням 25 % його складу може усунути голову держави рішенням кваліфікованої більшості свого складу. Президент Албанії за поданням прем'єр-міністра може розпускати органи місцевого самоврядування. Останні президентські вибори відбулися в три раунди 19, 20, 27 квітня 2017 року, у яких чинний президент набрав 87 голосів. Чинним президентом з 24 липня 2022 року є Байрам Беґай.

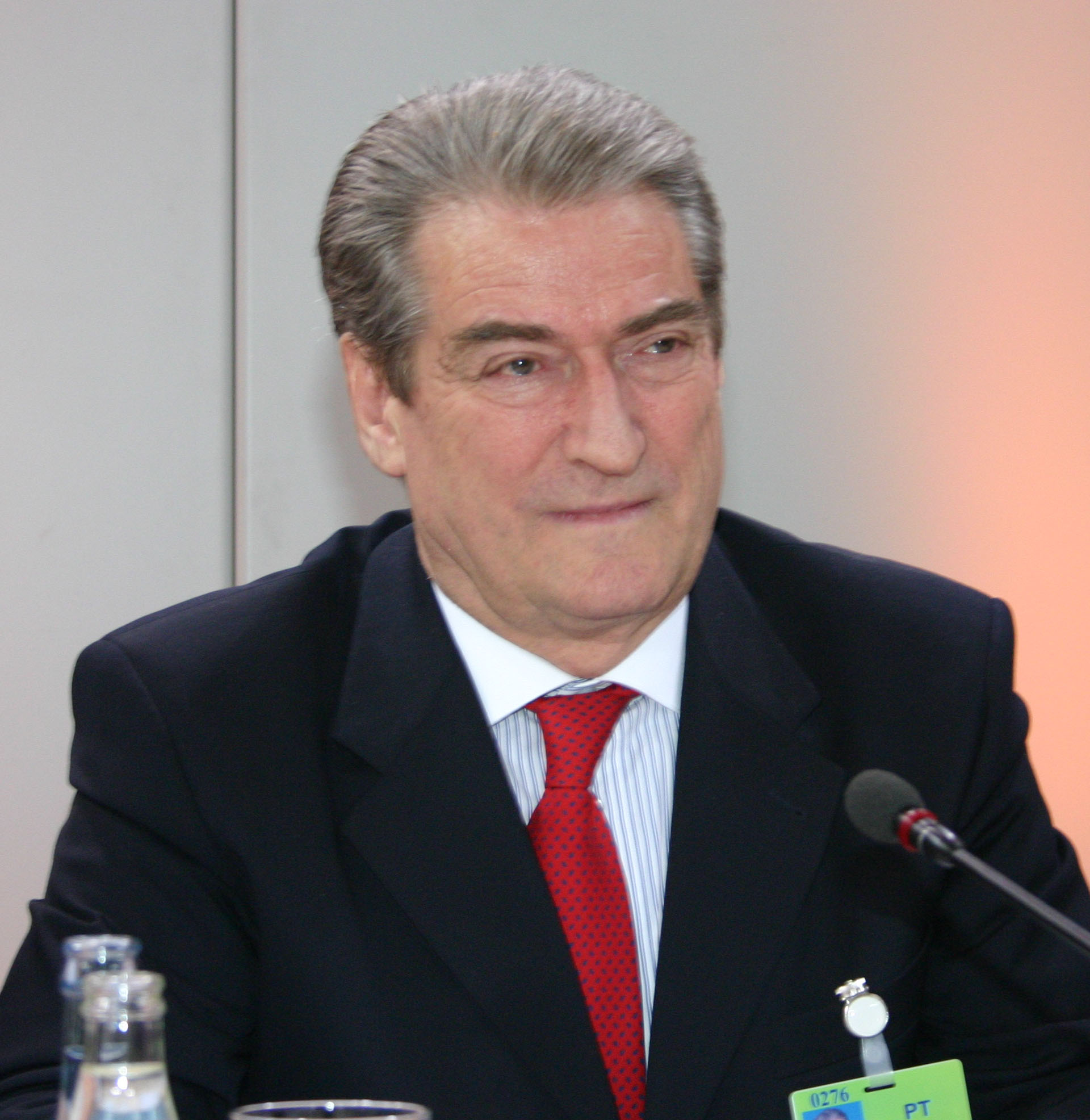
border
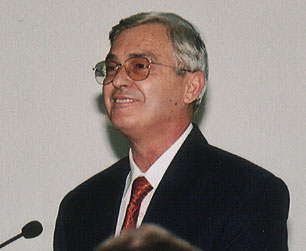
border
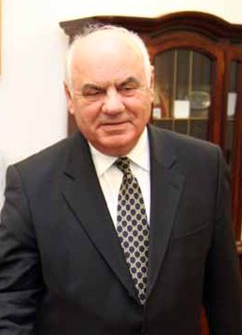
border
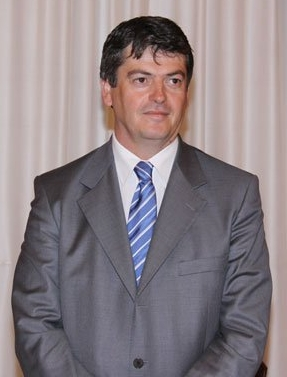
border
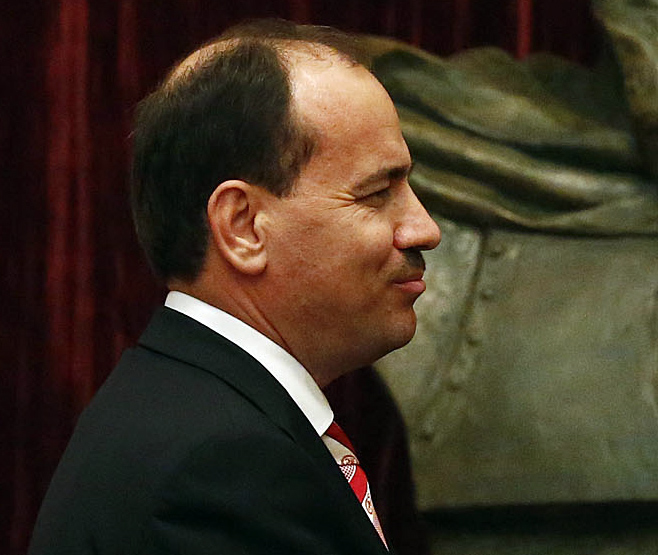
border

### Виконавча влада

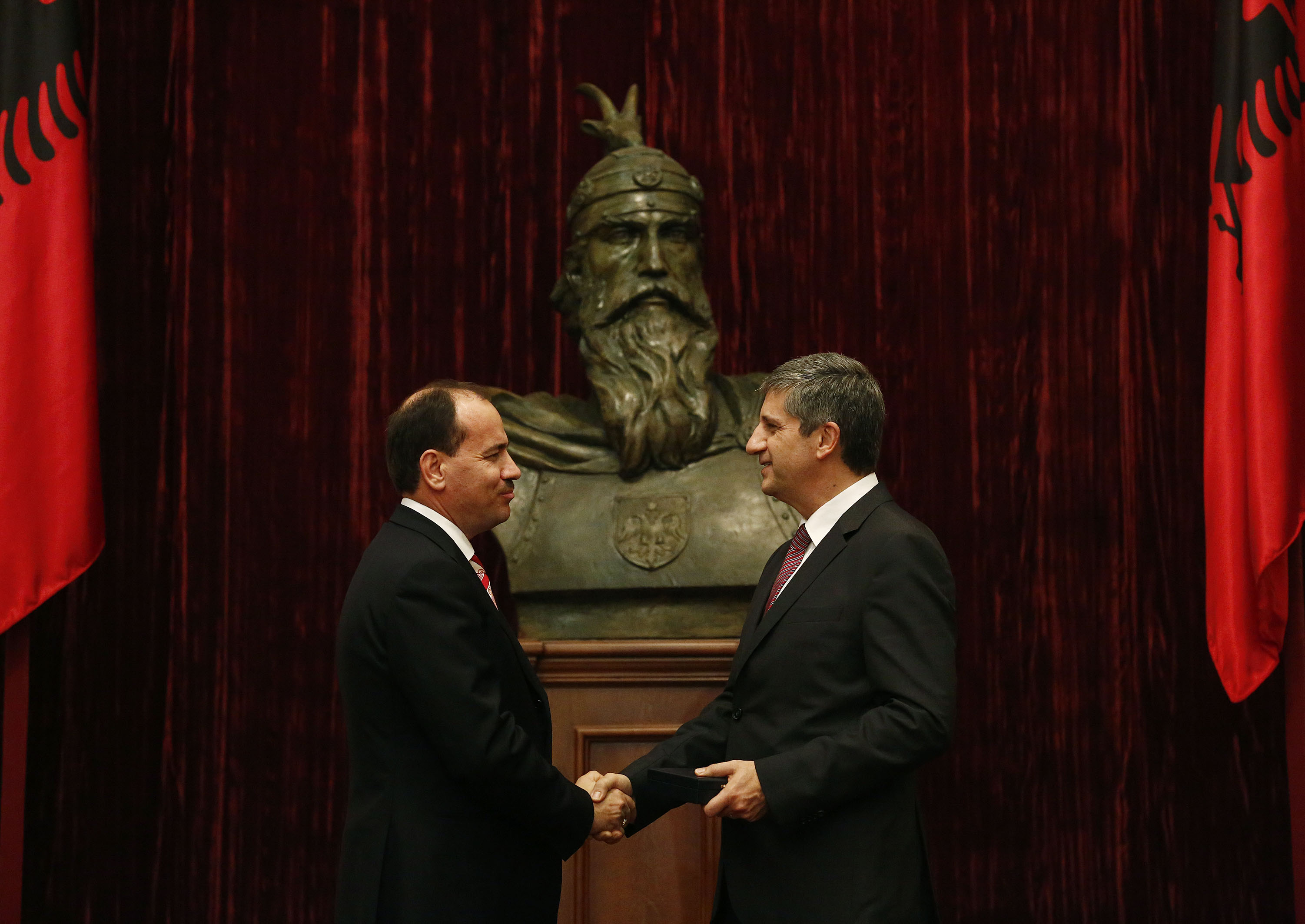
Президент країни Буяр Нішані (зліва) та ексвіцеканцлер, ексміністр фінансів Австрії Міхаель Шпінделеггер

Вищим органом виконавчої влади Албанії є Рада міністрів (алб. Këshilli i Ministrave), яку очолює прем'єр-міністр (алб. Kryeministër). Уряд Албанії складається з 15 міністрів. Кандидатуру прем'єр-міністра на розгляд парламенту подає президент країни, призначає та звільняє за пропозицією прем'єр-міністра членів уряду. Керівником уряду Албанської Республіки з 15 вересня 2013 року є представник Соціалістичної партії Еді Рама, його заступник Ніко Пелеші. Рада міністрів складається з наступних міністерств:
- Внутрішніх справ (алб. Ministria e Punëve të Brendshme).
- Закордонних справ (алб. Ministria e Punëve të Jashtme).
- Фінансів (алб. Ministria e Financave).
- Європейської інтеграції (алб. Ministria e Integrimit).
- Охорони здоров'я (алб. Ministria e Shëndetësisë).
- Оборони (алб. Ministria e Mbrojtjes).
- Іновацій та інформаційно-комунікаційних технологій (алб. Ministri për Inovacionin dhe Teknologjinë e Informacionit e të Komunikimit).
- Юстиції (алб. Ministria e Drejtësisë).
- Економіки, торгівлі й енергетики (алб. Ministria e Ekonomisë, Tregtisë dhe Energjetikës).
- Туризму, культури, молоді й спорту (алб. Ministria e Turizmit, Kulturës, Rinisë dhe Sporteve).
- Соціально-трудових відносин і рівних можливостей (алб. Ministria e Bujqësisë, Ushqimit dhe Mbrojtjes së Konsumatorit).
- Сільського господарства, харчування й захисту споживачів (алб. Ministria e Bujqësisë, Ushqimit dhe Mbrojtjes së Konsumatorit).
- Освіти й науки (алб. Ministria e Arsimit dhe e Shkencës).
- Навколишнього середовища, лісового й водного господарств (алб. Ministria e Mjedisit, Pyjeve dhe Administrimit të Ujërave).
- Громадських робіт, транспорта й телекомунікацій (алб. Ministria e Punëve Publike, Transportit dhe Telekomunikacionit).

### Законодавча влада

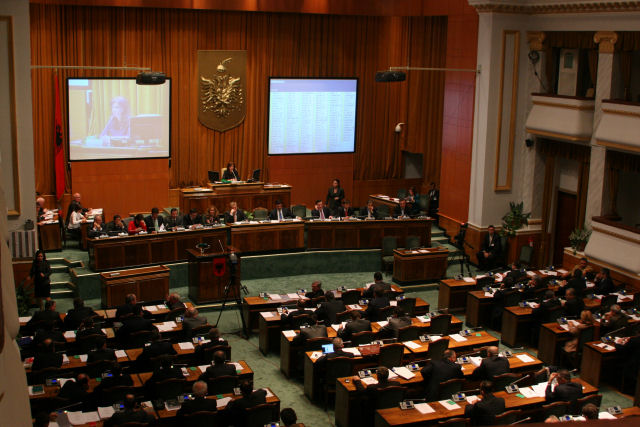
Народні збори Албанії, Тирана

Законодавча влада належить парламенту, Народним зборам Республіки Албанія (алб. Kuvendi), що складаються з 140 депутатів, які обираються на загальних виборах за мішаною системою (100 депутатів по мажоритарних округах) один раз на 4 роки. Для виконання належних конституційних функцій парламент Республіки Албанія складається з голови, який обирається парламентом, його заступників, Бюро парламенту, парламентських груп і комісій. Законодавчою інициативою наділені депутати, уряд і президент, останній має право накладати вето на ухвалені закони. Парламент може бути розпущений президентом країни на пропозицію голови уряду, або ж у разі висловлення парламентом недовіри урядові; президент зобов'язаний розпустити парламент, якщо його кандидатура на пост глави уряду відхилена Народними зборами двічі.
Згідно старої конституції, вищим органом НСРА були однопалатні Народні збори, що складались з 250 депутатів, які обирались на прямих загальних виборах на 4 роки. У період між сесіями Народних зборів їхні функції виконувала обирана ними Президія Народних зборів.
Рівні виборчі права мають громадяни обох статей, що досягли віку 18 років.

#### Політичні партії
Станом на 2016 рік в Албанії міністерством юстиції зареєстровано близько сотні політичних партій.
На парламентських виборах 23 червня 2013 року до парламенту пройшли наступні політичні партії:
- Соціалістична партія Албанії (PS) — 65 місць (41,4 %), представляє здебільшого південь країни, голова — Еді Рама;
- Демократична партія Албанії (PD) — 50 місць (30,6 %), представляє здебільшого північ країни, голова — Салі Беріша;
- Соціалістичний рух за інтеграцію (LSI) — 16 місць (10,5 %);
- Партія за правопорядок, інтеграцію та єдність (PDIU) — 4 місця (2,6 %);
- Республіканська партія Албанії (PR) — 3 місця (3,0 %);
- інші — 2 місця (11,9 %).

Парламентські партії утворюють дві головні коаліції в країні:
- Союз за розвиток, добробут та єднання (APMI) — коаліція з 24 центристських партій (PD, PDK, LZHK, PR) яку очолює Салі Беріша;
- Союз за європейську Албанію (ASHE) — коаліція з 38 лівих, центристських і правих партій (PDIU, PKD, LSI, PS, PBDNJ) яку очолює Еді Рама.

Окрім представлених у чинному парламенті політичних партій на політичне життя держави також мають вплив:
- Християнсько-демократична партія Албанії (PDK);
- Партія християн-демократів (PKD);
- Рух за національний розвиток (LZHK);
- Союз за права людини (PBDNJ).

На парламентських виборах 13 липня 1997 року до парламенту Албанії пройшли наступні політичні партії:
- Албанська соціалістична партія — 101 місце (65 %);
- Демократична партія Албанії — 29 місць (19 %);
- Соціал-демократична партія Албанії — 8 місць (5 %);
- Союз за права людини — 4 місця (2,5 %);
- Національний фронт Албанії — 3 місця (2 %)[22].

Найбільшими організаціями, що охоплюють профспілковий рух трудящих є Союз незалежних профспілок Албанії (BSPSH), пов'язаний з Демократичною партією і Конфедерація профспілок Албанії (KSSH), колишня Профспілка трудящих Албанії, заснована 1945 року, переформатована 1991 року. Спілка трудящої молоді Албанії, виникла 1949 року внаслідок об'єднання Спілки комуністичної молоді (заснована 1941 року) і Спілки народної молоді (заснована 1943 року). Спілка жінок Албанії заснована 1943 року.

### Судова влада
Правова система в державі базується на цивільному праві, за винятком північних сільських районів, де превалює звичаєве право, «Кодекс Леке».
Найвищим судом загальної юрисдикції виступає Верховний суд (алб. Gjykata e Lartë), представлений 17 суддями, які призначаються президентом за згодою Народних зборів на термін 9-років. Суди нижчих інстанцій: Вищий апеляційний суд, суди першої інстанції.
Вища рада юстиції (алб. Këshilli i Lartë i Drejtësisë) обирає кандидатури на посади суддів. Генеральна прокуратура (алб. Prokuroria e Përgjithshme) виконує функції загального нагляду.
Конституційний суд (алб. Gjykata Kushtetuese) у складі 9 суддів виконує функції нагляду конституційності рішень і дій інших гілок влади. 5 суддів Конституційного суду обираються парламентом країни на 9 років, 4 призначаються президентом.
Албанія не визнає юрисдикцію Міжнародного суду, але визнає юрисдикцію Міжнародного кримінального суду.

### Зовнішня політика
З часу набуття незалежності на початку XX століття зовнішня політика Албанії переслідувала ряд як довгострокових так короткотермінових цілей. До перших можна віднести іредентизм албанської нації в межах єдиної Великої Албанії, вестернізація як суспільства так і зовнішніх стосунків, пошук економічної допомоги в розбудові власного господарства.

#### Членство в міжнародних організаціях
Албанія входить до складу ряду регіональних і глобальних міжнародних організацій та інституцій: Спільноти демократій (CD), Ради Європи (CE) — з липня 1995 року, Центральноєвропейської ініціативи (CEI), EAPC, EBRD, Міжнародної асоціації розвитку (IDA), Міжнародної морської організації (IMO), Інтерполу (ICPO), Міжпарламентського союзу (IPU), НАТО (NATO) — з 1 квітня 2009 року, Організації американських держав (OAS) (спостерігач), Франкофонія (OIF), Організації із заборони хімічної зброї (OPCW), Організації з безпеки і співробітництва в Європі (OSCE) — з червня 1991 року, Постійної палати третейського суду (PCA), Організації Об'єднаних Націй (UN), Організації Об'єднаних Націй з питань освіти, науки і культури (UNESCO).
Албанія через національні комітети бере участь у роботі ряду недержавних міжнародних організацій: Міжнародної торгової палати (ICC), Міжнародної конфедерації профспілок (ITUC) і Всесвітньої федерації профспілок (WFTU) (неурядова організація).

#### Відносини з ЄС
29 квітня 2009 року Албанія звернулася до Європейського Союзу з проханням прийняти її в члени цієї організації, у червні 2014 року країна визнана кандидатом на приєднання до Союзу, у листопаді 2016 року розпочаті переговори щодо уніфікації законодавств, відповідних реформ.
У вересні 2019 країна заявила про готовність до початку переговорів щодо вступу до ЄС, отримавши попереднє підтвердження від Єврокомісії. За планом, сама інтеграція мала початись у жовтні 2019-го.

#### Українсько-албанські відносини
4 січня 1992 року Уряд Албанії офіційно визнав незалежність України, дипломатичні відносини з Україною встановлено 13 січня 1993 року. Дипломатичних і консульських представництв в Україні не створено, найближче посольство Албанії, що відає справами щодо України, знаходиться у Варшаві (Польща). Справами України в Албанії відає українське посольство в Греції. Почесним консулом Албанії в Україні (місто Харків) є Шахін Анвер огли Омаров.
2016 року міністр закордонних справ Павло Клімкін перебував в Албанії з офіційним візитом, під час якого було підписано угоду про безвізовий режим між Україною і Албанією.
28 лютого 2024 року поміж Україною та Албанією укладено Договір про дружбу та співробітництво між двома країнами.
12 грудня 2024 року, Президент України Володимир Зеленський прийняв вірчі грамоти від новопризначеного посла Албанії, що означає початок його дипломатичної місії в Україні.
17 грудня 2024 року Президент України Володимир Зеленський підписав закон про ратифікацію Договору про дружбу та співробітництво з Албанією.
17 січня 2025 року у Києві відкрили посольство Республіки Албанія.

### Державні символи

#### Прапор
Державний прапор затверджено 7 квітня 1992 року. На червоному полотнищі з пропорціями 5:7 у центрі зображення двоголового чорного орла з розправленими крилами. Національними кольорами Албанії слугують: червоний — означає кров пролиту патріотами за незалежність країни, чорний — означає колір герба.

#### Герб
Державний герб уперше з'являється за часів національного повстання Георга Скандербега у XV столітті, офіційний варіант затверджено конституцією 1998 року. На гербі Албанії зображено чорного двоголового орла візантійської династії Палеологів із золотим шоломом національного героя Скандербега на червоному тлі щита варязького типу. Щит обрамлений прямими чорними лініями, що звужуються донизу. На ньому є напис чорними літерами: «Республіка Албанія». Орел на гербі — символ бойового духу албанського народу, спосіб життя якого, за народним повір'ям, схожий з духом і способом життя албанця. Самоназва албанців — шкиптари, діти орла. За часів соціалізму двоголового орла зображували посеред пшеничного колосся з п'ятикутною червоною зіркою вгорі.

#### Гімн
Державний гімн «Єднаймося навколо прапора» (алб. Hymni i Flamurit). Автор тексту: македонсько-румунський поет, албанець Александр Ставре Дренова (алб. Aleksander Stavre Drenova). Вперше був опублікований як вірш «Свободу Албанії» (алб. Liri e Shqipërisë) 1912 року в Софії. Автор музики: румунський композитор Чіпріан Порумбеску. Початково нинішня музика гімну призначалася для румунської пісні «На нашому прапорі написано Єдність» (алб. Pe-al nostru steag e scris Unire).

## Адміністративно-територіальній поділ
У територіально-адміністративному відношенні Албанія поділяється на 12 областей «карків»" (алб. qark, множина qarqe), що, своєю чергою, поділяються на 36 округів «реті» (алб. rreth, множина rrethe), які складаються з 373 муніципалітетів «локалітетів». Населення локалітетів обирає власних представників до рад місцевого самоврядування на 3 роки. 72 муніципалітети мають статус міст. За часів народно-демократичної влади в адміністративному відношенні поділялась на 26 округ, столицю було виділено в окрему адміністративну одиницю.
|     | Область     | Столиця    | Округ                            |
| --- | ----------- | ---------- | -------------------------------- |
| 1.  | Берат       | Берат      | Берат, Кучова, Скрапар           |
| 2.  | Дібер       | Пешкопія   | Булькіза, Дібра, Мат             |
| 3.  | Дуррес      | Дуррес     | Дуррес, Круя                     |
| 4.  | Ельбасан    | Ельбасан   | Ельбасан, Грамш, Лібражд, Пекіні |
| 5.  | Фієр        | Фієр       | Фієр, Люшня, Малакастра          |
| 6.  | Ґ'їрокастер | Гірокастра | Гірокастра, Пермет, Тепелєна     |
| 7.  | Корча       | Корча      | Девол, Колонья, Корча, Поградец  |
| 8.  | Кукес       | Кукес      | Хас, Кукес, Тропоя               |
| 9.  | Лежа        | Лежа       | Курбін, Лежа, Мірдіта            |
| 10. | Шкодер      | Шкодер     | Малесія-е-Маді, Пука, Шкодер     |
| 11. | Тирана      | Тирана     | Кавая, Тирана                    |
| 12. | Вльора      | Вльора     | Дельвіна, Саранда, Вльора        |

## Збройні сили

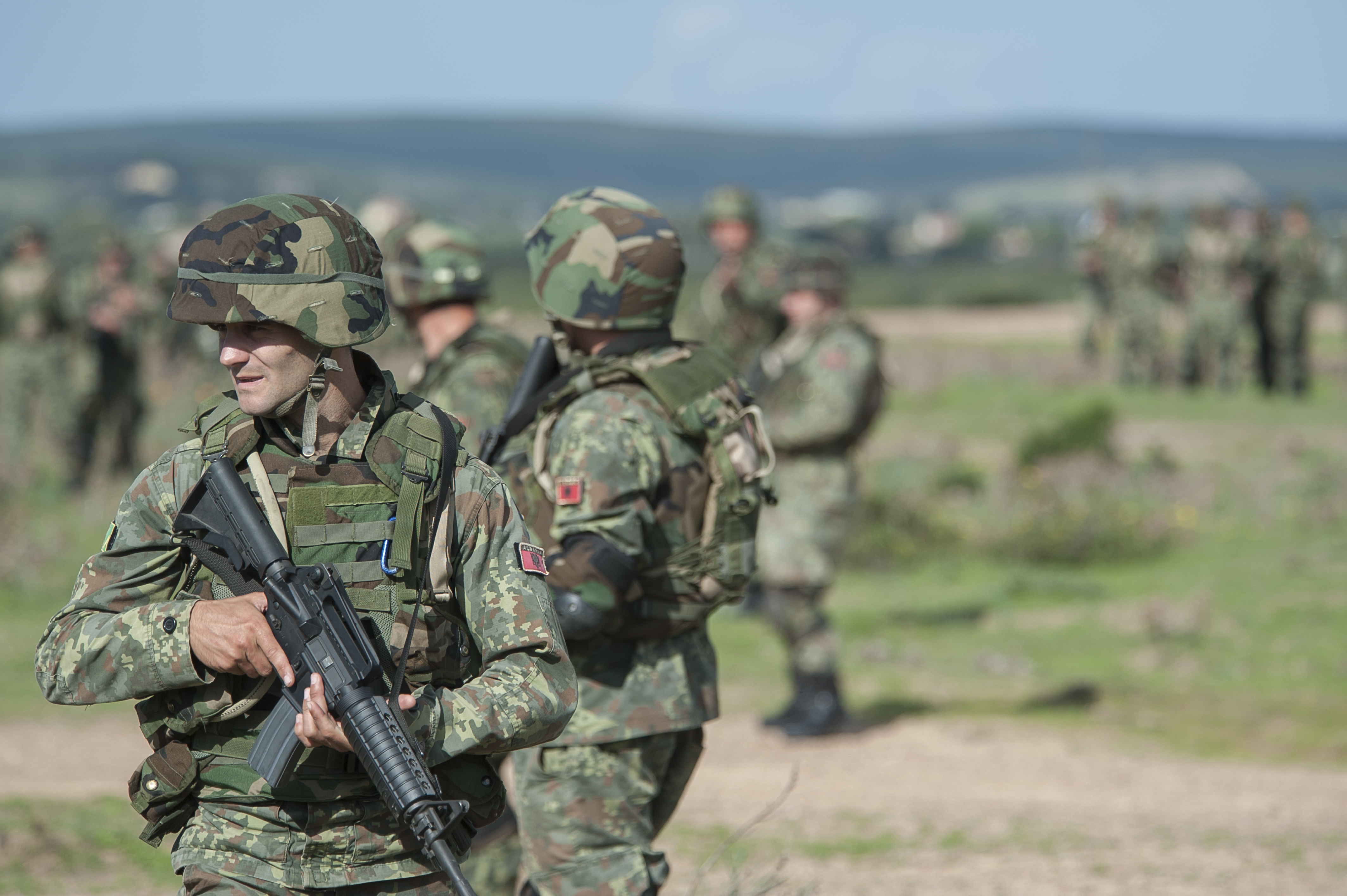
З 1 квітня 2009 Албанія — член НАТО

Збройні сили Албанії складаються з сухопутних військ, військово-повітряних сил, військово-морських сил.
Мінімальний вік для добровільної військової служби — 19 років. Призов на строкову службу, станом на 2015 рік, здійснюється частково з 18 років.
Чисельність збройних сил 2000 року складала 40 тис. військовослужбовців.
Щорічні витрати на оборону, станом на 2016 рік, складають 1,14 % від ВВП держави (112-те місце у світі), 2012 року державні витрати становили 1,5 % від ВВП. У грошовому еквіваленті витрати на армію 2000 року складали $43 млн.

## Економіка
Албанія — аграрно-індустріальна країна, що трансформує власну економіку від планової державної до вільної ринкової. Валовий внутрішній продукт (ВВП) Албанії, станом на 2016 рік, за паритетом купівельної спроможності становив $34,2 млрд (125-те місце у світі); за офіційним обмінним курсом — $12,14 млрд; у розрахунку на душу населення — $11,9 тис. (127-ме місце у світі). За цима показниками країна ділить разом з Боснією і Герцеговиною та Молдовою останні місця в Європі. Фактичний ВВП країни може бути вдвічі більшим, через великий обсяг тіньового сектора економіки. Ріст ВВП 2016 року становив 3,4 % (82-ге місце у світі), 2015 року — 2,8 %, 2014 року — 1,8 %.
Розподіл ВВП за секторами економіки (станом на 2016 рік):
- промисловість — 21,6 %,
- агровиробництво — 14,9 %,
- сфера послуг — 63,5 %[15].

Розподіл ВВП за кінцевими споживачами (станом на 2016 рік):
- споживання домашніх господарств — 85,7 %,
- державне споживання — 10,4 %,
- інвестиції в основний капітал — 27,6 %,
- інвестиції в товарно-матеріальні запаси — 1,5 %,
- експорт товарів і послуг — 37,1 %,
- імпорт товарів і послуг — 62,3 %[15].

Прямі іноземні інвестиції в економіку Албанії на 31 грудня 2013 року дорівнювали $5,557 млрд (97-ме місце у світі). Інвестиції населення Албанії в закордонні економіки 2012 року склали $4,9 млрд (99-те місце у світі). Складна податкова система, вимоги ліцензування, слабка судова влада, корупція, погане дотримання умов контрактів, застаріла інфраструктура — головні перепони на шляху розвитку ведення бізнесу в країні, залучення іноземних інвестицій. Програми Міжнародного валютного фонду в країні знаходяться під постійною загрозою через неможливість національного уряду зменшити дефіцит державного бюджету, значний зовнішній борг країни.
Валове національне заощадження 2015 року становило 15 %; 2016 року — 15,6 % від ВВП (116-те місце у світі).
Нерівність розподілу сімейного доходу (коефіцієнт Джині) 2012 року дорівнював 29 (126-те місце у світі), 2008 року дорівнював 30. За межею бідності 2012 року перебувало 14,3 % населення країни. За межею бідності знаходиться 25 % населення країни. Розподіл доходів домогосподарств у країні виглядає наступним чином: нижній дециль — 4,1 %, верхній дециль — 20,5 % (станом на 2012 рік).

### Економічна історія
На початку XX століття, після здобуття незалежності від Османської імперії Албанія була однією з найвідсталіших країн Європи. Аграрне господарство з мінімальною долею ремісництва. Перший іноземний капітал був представлений переважно італійськими компаніями. Розвиток промисловості обмежувався гірничою галуззю. Після закінчення Другої світової війни Албанія підпала під сферу впливу СРСР і Югославії, розвиток економіки визначався плановою соціалістичною моделлю. Після встановлення курсу на побудову соціалістичного ладу були націоналізовано промисловість, банки, оптову торгівлю, усі засоби транспорту і зв'язку, проведено аграрну реформу шляхом колективізації, запроваджено монополію зовнішньої торгівлі і планування розвитку народного господарства за допомогою п'ятирічних планів (перша п'ятирічка 1951—1955 роки). Через політичну самоізоляцію економіка країни оформилась у вигляді «самодостатньої» автаркії, проте недієздатної без економічної і фінансової допомоги з боку як СРСР і Китаю, так і окремих західних країн. До 1960 року, розвиток економіки Албанії майже цілковито спирався на допомогу СРСР та інших соціалістичних країн. За допомоги СРСР в Албанії було збудовано 45 підприємств та інших об'єктів. Після початку періоду самоізоляції, під час вже третього п'ятирічного плану (1961—1965) темпи економічного розвитку значно уповільнилися.
Під час відходу від планової економіки до вільного ринку 1997 року країну спіткав приголомшливий крах фінансових пірамід. Саме через це країна на початок XXI століття так і залишилась найвідсталішою країною Європи, а її населення одним з найбідніших. За даними The Heritage Foundation ВВП країни 2001 року становило $2,6 млрд; ВВП на душу населення — $795; темп зростання ВВП країни становив 8 %. Прямі закордонні інвестиції 2001 року становили лише $24 млн. Розподіл ВВП за секторами економіки (станом на 2006 рік): промисловість — 27 %, агровиробництво — 49 %, сфера послуг — 24 %. Зайнятість активного населення у господарстві країни розподілялась наступним чином: 15 % — промисловість і будівництво; 58 % — аграрне, лісове і рибне господарства; 27 % — сфера обслуговування (станом на 2006 рік). 2002 року 30 % працездатного населення не мали роботи.
Албанії вдалося витримати перші хвилі світової фінансової кризи 2008 року, однак згодом негативні наслідки кризи зумовили значний економічний спад. Банківський та телекомунікаційний сектори албанської економіки мають тісні зв'язки з аналогічними секторами Греції та Італії, що робить Албанію уразливою до наслідків боргової кризи в зоні євро. Грошові перекази з цих країн, що є значним каталізатором національної економіки, знизились з 12—15 % ВВП 2007 року до 5,7 % ВВП 2014 року. Головними проблемними ланками економіки Албанії залишаються слабка транспортна і енергетична інфраструктура, великий сектор тіньової економіки.

### Фінанси
Фіскальний рік в Албанії збігається з календарним роком. Рівень інфляції в країні 2014 року становив 1,6 %, 2015 року — 1,90 %, 2016 року — 1,2 % (77-ме місце у світі). Резерви іноземної валюти і дорогоцінних металів на 31 грудня 2014 року становили еквівалент $2,665 млрд, на 31 грудня 2015 року — $2,852 млрд (107-ме місце у світі). Зовнішній борг країни 2013 року дорівнював 8,209 млрд, на 31 грудня 2014 року — $7,8 млрд (99-те місце у світі).

#### Валюта
Національною валютою Албанії слугує албанський лек (ALL). 2006 року за $1 давали 99 леків, 2014 року — 125,9 албанського лека; 2016 року — 127,4. Розмінною грошовою одиницею (1⁄100) слугує кіндарка. Емісійним центром виступає Банк Албанії (алб. Banka e Shqipёrisё). Запас грошової маси на 31 грудня 2016 року дорівнював $5,57 млрд за обмінним курсом (128-ме місце у світі). Загальна маса готівкової національної валюти в обігу + депозити до запитання на 31 грудня 2016 року була еквівалентна $3,2 млрд за тогочасним обмінним курсом (101-ше місце у світі).

#### Банки
Облікова ставка Центрального банку Албанії 31 грудня 2014 року становила 2,25 % річних (112-те місце у світі). Основна ставка кредитування комерційними банками країни на 31 грудня 2014 року становила 8,66 % річних; на 31 грудня 2016 року — 9,1 % річних (93-тє місце у світі). Загальний обсяг внутрішнього кредитування банками небанківських установ 2014 року становив 8,231 млрд, на 31 грудня 2015 року — 7,161 млрд, на 31 грудня 2016 року — $7,0 млрд (112-те місце у світі).

#### Фондовий ринок
Загальна ринкова вартість акцій підприємств на фондовому ринку країни невідома.

#### Державний бюджет
Надходження до державного бюджету Албанії 2006 року становили 2,6 млрд, витрати — $3,1 млрд, дефіцит бюджету склав 16 % від ВВП; 2015 року доходи — 2,98 млрд, витрати — $3,535 млрд, дефіцит бюджету — 4,8 % від ВВП (166-те місце у світі); 2016 року доходи — 3,2 млрд, витрати — $3,5 млрд, дефіцит бюджету — 2,8 % від ВВП (97-ме місце у світі). Надходження усіх видів до державного бюджету 2016 року дорівнювали 26,4 % ВВП (103-те місце у світі). Державний борг, станом на 2016 рік, дорівнює 71 % річного ВВП (44-те місце у світі).

### Промисловість
Головні галузі промисловості країни: харчова (цукрова, олійно-жирова, рибо- та плодоконсервна, виноробна, тютюнова галузі), гірнича, легка (текстильна (Тирана) і шкіряно-взуттєва (Тирана, Дуррес, Корча, Вльора)), деревообробна (Ельбасан, Тирана, Пуца, Пешкопія), нафтогазова, цементна (Шкодер), хімічна, чорна металургія. Річні темпи зростання промислового виробництва 2015 року становили 3,40 %, 2016 року трохи знизились і склали 2,9 % (83-тє місце у світі).
У промисловості соціалістичної Албанії найбільшу питому вагу мали харчова, текстильна, гірничодобувна промисловість та деревообробка. За часи соціалістичної влади були збудовані окремі підприємства хімічної, металообробної, машинобудівної та деревообробної промисловості.
Історично промислові центри та вузли сформувались у Тирані, Ельбасані, Фієрі, Корчі, Шкодері.

#### Гірнича промисловість
У країні видобувають нафту (1958 року — 0,4 млн тонн; 1975 року — 2,4 млн тонн), вугілля (1958 року — 0,27 млн тонн), хромову (1958 року — 0,2 млн тонн; 1975 року — 800 тис. тонн), залізо-нікелеві та мідні руди, бітуми (1958 року — 0,18 млн тонн).

#### Нафтогазова промисловість
Рівень видобутку сирої нафти 2015 року дорівнював 20,15 тис. барелів на добу (70-те місце у світі). Річний обсяг експорту сирої нафти за 2014 рік становив 23,32 тис. барелів на добу (54-те місце у світі); імпорт — 3,44 тис. барелів на добу (79-те місце у світі). Загальні доведені запаси нафти в надрах країни, станом на 1 січня 2015 року, дорівнювали 168,3 млн, на 1 січня 2016 року — 200 млн барелів (61-ше місце у світі).
Рівень видобутку природного газу 2013 року становив 19 млн м³, 2014 року — 32 млн м³ (86-те місце у світі); споживання 2013 року склало 19 млн м³, 2014 року — 32 млн м³ (112-те місце у світі). 2013 року природний газ з країни не експортувався і не імпортувався, економіка повністю забезпечена газом власного видобутку. Загальні доведені запаси природного газу в надрах країни на 1 січня 2014 року дорівнювали 849,5 млн м³, на 1 січня 2016 року — 821 млн м³ (106-те місце у світі).
Виробництво нафтопродуктів на промислових підприємствах 2013 року дорівнювало 0,75 тис. барелів на добу (107-ме місце у світі); споживання 2014 року — 27 тис. барелів на добу (125-те місце у світі). 2013 року країна експортувала 614 барелі на добу різних нафтопродуктів (112-те місце у світі); імпортувала — 28,7 тис. барелів на добу (101-ше місце у світі).

### Енергетика
Загальна потужність електростанцій Албанії, станом на 2014 рік, дорівнювала 1,9 ГВт (114-те місце у світі). Енергетика Албанії базується на використанні нафти та гідроенергії, частка електрогенеруючих потужностей, що працюють на:
- викопному паливі — 5,2 % (203-тє місце у світі),
- атомній енергії — 0 %,
- гідроенергії — 94,8 % (9-те місце у світі),
- інших відновлювальних ресурсах — 0 %[15].

За 2014 рік було вироблено 4,7 млрд кВт·год електроенергії (120-те місце у світі), 2005 року — 5,4 млрд кВт·год; загальний обсяг спожитої — 7,79 млрд кВт·год (106-те місце у світі), 2005 року — 5,5 млрд кВт·год. Загальний обсяг експортованої електроенергії 2014 року склав 288,5 млн кВт·год (73-тє місце у світі), 2005 року — 729 млн кВт·год;, імпортованої — 3,355 млрд кВт·год (50-те місце у світі), 2005 року — 385 млн кВт·год. 1958 року на двох потужних ГЕС імені Леніна Тирані (збудована 1951 року) і імені Карла Маркса на річці Мата (1958) було вироблено лише 0,15 млрд кВт·год; 1975 року вже 1,7 млрд кВт·год електроенергії.
Попри модернізовані потужності шляхів передачі електроенергії до сусідніх країн, у самій Албанії існує великий дисбаланс у рівномірному покритті території країни електромережею, модернізації потребує сама розподільча мережа. Велику проблему становлять технічні втрати та побутові крадіжки.
Викиди двоокису вуглецю під час спалювання викопного палива в процесі виробництва і споживання енергії за 2014 рік дорівнювали 4,3×1012 тонн (130-те місце у світі).
Станом на 2016 рік, уся країна була електрифікована, усе населення мало доступ до електромереж.

### Аграрний сектор
Основна галузь сільського господарства країни — землеробство. У сільськогосподарському обробітку, через гористість рельєфу, знаходиться лише 21 % площі держави. У 1945—1946 роках у країні була проведена земельна реформа за рахунок великих землевласників 70 тис. господарствам було роздано 172 га землі, утворено колективне господарювання й обробіток землі (2 тис. кооперативів, 22 совгоспи, 22 МТС). Посівні площі вже в середині XX року сягнули 560 тис. га (майже 20 % території гористої країни), близько 230 тис. га зрошувалось. Попри те, що в аграрному секторі зайнята майже половина населення країни, через брак сучасної техніки, малоземельні господарства, сімейність бізнесу, він дає менше однієї п'ятої частини національного ВВП.
Головні сільськогосподарські землі лежать на заході країни на приморській низовині, в умовному трикутнику Дуррес, Ельбасан, Вльора. Земельні ресурси Албанії (оцінка 2011 року):
- придатні для сільськогосподарського обробітку землі — 43,8 %,
  - орні землі — 22,7 %,
  - багаторічні насадження — 2,7 %,
  - землі, що постійно використовуються під пасовища — 18,4 %;
- землі, зайняті лісами і чагарниками — 28,3 %;
- інше — 27,9 %[15].

Зрошувані землі: 3,3 тис. км² (станом на 2014 рік). Споживання прісної води, станом на 2006 рік, дорівнює 1,31 км³ на рік, або 413,6 тонни на одного мешканця на рік: з яких 43 % припадає на побутові, 18 % — на промислові, 39 % — на сільськогосподарські потреби.

#### Рослинництво
Головні сільськогосподарські культури: кукурудза, пшениця, цукрові буряки, бавовник (свого часу займав до 50 % посівних площ), виноград, цитрусові, тютюн, картопля. Розвинуті виноградарство, вирощування оливок і цитрусових, садівництво. Історично найбільше продовольче значення для населення мають кукурудза і пшениця. Валовий збір зерна 1975 становив 600 тис. тонн.

#### Тваринництво
Тваринництво має екстенсивний характер, переважають вівчарство та козівництво. Через релігійні забобони в сучасній Албанії свиней майже не розводять. Головні види сільськогосподарських тварин: худоба на м'ясо, молочно-м'ясна худоба; вівці. Поголів'я худоби (1957 рік): вівці — 1,6 млн, кози — 1 млн, ВРХ — 0,4 млн, свині — 0,09 млн голів. 1975 року було вироблено 58 тис. тонн м'яса, 350 тис. тонн молока.

### Транспорт
Транспортна мережа країни відрізняється нерозвиненостю та технічною застарілістю шляхів сполучення. Уряд за допомогою міжнародних донорів робить певні кроки щодо поліпшення автомобільних доріг і залізниці.
Громадський транспорт здебільшого представлений розвиненою мережею маршрутних таксі, червоно-білих «фургонів», станції яких розташовані у кожному місті країни. До 3 години дня працює муніципальний автобусний парк. Між найбільшими містами центру країни курсують потяги, найбільш завантажений напрямок Тирана — Дуррес (до 6 на добу).

#### Автомобільний
Головним видом транспорту в країні за часів соціалізму був автомобільний (близько 77 % обсягу вантажо-обороту). Загальна довжина автошляхів в Албанії, станом на 2008 рік, дорівнює 18 000 км, з яких 7 020 км із твердим покриттям і 10 980 км без нього (116-те місце у світі).

#### Залізничний
Загальна довжина залізничних колій країни, станом на 2014 рік, становить 677 км (104-те місце у світі), з яких 447 км головного шляху, усі стандартної 1435-мм колії. Головні залізниці: Дуррес — Тирана (збудована 1947 року), Дуррес — Ельбасан (1947).

#### Повітряний
У країні, станом на 2013 рік, діє 4 аеропорти (183-тє місце у світі), з них 4 із твердим покриттям злітно-посадокових смуг і 1 із ґрунтовим. Аеропорти країни за довжиною злітно-посадкових смуг розподіляються наступним чином (у дужках окремо кількість без твердого покриття):
- від 10 тис. до 8 тис. футів (3047—2438 м) — 3 (0);
- від 8 тис. до 5 тис. футів (2437—1524 м) — 1 (0);
- від 5 тис. до 3 тис. футів (1523—914 м) — 0 (1)[15].

У країні, станом на 2013 рік, споруджено і діє 1 гелікоптерний майданчик.
У країні, станом на 2015 рік, зареєстроване 1 авіапідприємство, яке оперує 1 повітряним судном. За 2015 рік загальний пасажирообіг на внутрішніх і міжнародних рейсах становив 151,6 тис. осіб. 2015 року повітряним транспортом перевезення вантажів, окрім багажу пасажирів, не здійснювалось.
Албанія є членом Міжнародної організації цивільної авіації (ICAO). Згідно 20 статті Чиказької конвенції про міжнародну цивільну авіацію 1944 року, Міжнародна організація цивільної авіації для повітряних суден країни, станом на 2016 рік, закріпила реєстраційний префікс — ZA, оснований на радіопозивних, виділених Міжнародним союзом електрозв'язку (ITU).

#### Водний
Загальна довжина судноплавних ділянок річок і водних шляхів доступних для суден з дедвейтом більше за 500 тонн 2011 року становила 41 км, річка Бояна (103-тє місце у світі).
Головні морські порти Албанії: Дуррес (античний Епідамн, середньовічний Диррахій), Вльора, Саранда, Шингені. Станом на 2010 рік, кількість морських торгових суден, що ходять під прапором країни, але є власністю інших держав — 1 (Туреччини); зареєстровані під прапорами інших країн — 5 (Антигуа і Барбуди — 1, Панами — 4). Морський торговий флот країни, станом на 2010 рік, складався з 17 морських суден з тоннажем більшим за 1 тис. реєстрових тонн (GRT) кожне (99-те місце у світі), з яких: суховантажів — 16, ролкерів — 1.

#### Трубопровідний
Загальна довжина газогонів в Албанії, станом на 2013 рік, становить 331 км (разом і з недіючими 498 км); нафтогонів — 249 км.

### Телекомунікації
Міжнародний телефонний код Албанії — +355. Загальна чисельність абонентів фіксованої телефонної мережі, станом на липень 2015 року, дорівнювала 226,7 тис., що у перерахунку на 100 мешканців становить 7 апаратів (123-тє місце у світі). У країні від 1996 року діє декілька мереж мобільних операторів (Eagle Mobile, Vodafone, AMC Mobile), чий зв'язок є надзвичайно популярним через брак класичної телефонної мережі в гірських районах. Загальна чисельність абонентів (станом на 2015 рік) — 3,401 млн, що у перерахунку на 100 мешканців становить 112 апаратів (133-тє місце у світі).
Албанія підводними кабелями поєднується з Хорватією, Італією та Грецією; Трансбалканською мережею з Болгарією, Туреччиною і Македонією; радіорелейними лініями зв'язку з Тирани до Італії та Греції.
Албанія є членом Міжнародного союзу електрозв'язку (ITU), Міжнародного поштового союзу (UPU).

#### Інтернет
Міжнародний інтернет-домен Албанії — .al, присвоєний Адміністрацією адресного простору Інтернет (англ. Internet Assigned Numbers Authority) згідно стандарту ISO 3166 Alpha-2.
Широкосмуговий інтернет в Албанії з'явився 2005 року і розвивався досить повільно. Станом на 2012 рік в Албанії було зареєстровано 15,5 тис. інтернет-хостів (124-те місце у світі). Станом на липень 2015 року в Албанії налічувалось 1,916 млн унікальних інтернет-користувачів (104-те місце у світі), що становило 63,2 % від загальної кількості населення країни. 2015 року 1,3 млн абонентів мобільного зв'язку використовують широкосмугові послуги мереж 3G/4G.

### Туризм

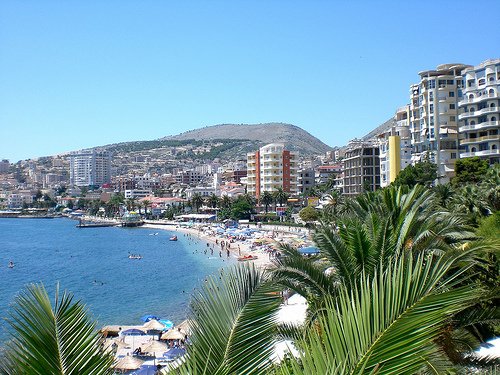
Саранда

У країні слабко розвинена туристична галузь. Через війни, кримінал і нерозвиненість рекреаційної інфраструктури країна й досі залишається майже закритою для зовнішнього світу, на відміну від сусідньої Чорногорії. Туристів приваблює середньовічна архитектура венеційських і турецьких фортець, османських мечетей, історичні центри міст Дурреса, Вльори, Шкодера, залишки античного міста Бутринт — об'єкт світової спадщини ЮНЕСКО.
1994 року Албанію відвідало лише 59 тис. іноземних туристів.
Албанія є членом Всесвітньої туристичної організації (UNWTO) з 1993 року.

### Зовнішньоекономічні зв'язки
Сальдо рахунку поточних операцій країни (експорт/імпорт товарів і послуг, чистий дохід від інвестицій і трансфертних платежів) 2014 року склало — $1,71 млрд, 2015 року — $1,311 млрд (134-те місце у світі). Основні торговельні партнери Албанії: Італія, Греція, Сербія, Туреччина, Чорногорія. За часів соціалістичної самоізоляції головних зовнішнім партнером Албанії в різні часи виступали СРСР і Китай, на які припадала половина зовнішнього товарообігу, іншу половину покривали соціалістичні країни Східної Європи. Ввозились машини й устаткування, прокат, засоби транспорту, медикаменти, вироби хімічної промисловості, товари широкого вжитку; експортувались мінеральна сировина, лісоматеріали, шкіра, оливкова олія, тютюн, цитрусові, овочі й фрукти.
Держава експортує: текстиль, взуття; бітум, метали, металеві руди, сиру нафту; овочі, фрукти, тютюнові вироби. Основними партнерами 2015 року стали: Італія — 42,8 %, Косово — 9,7 %, США — 7,6 %, Китай — 6,1 %, Греція — 5,3 %, Іспанія — 4,8 %. Вартість експорту 2014 року становила 1,232 млрд, 2015 року — 0,85 млрд, 2016 року — $0,811 млрд (166-те місце у світі).
Держава імпортує: машини й устаткування, харчові продукти, текстиль, продукцію хімічної промисловості. Основними партнерами 2015 року стали: Італія — 33,4 %, Китай — 10 %, Греція — 9 %, Туреччина — 6,7 %, Німеччина — 5,2 %. Вартість імпорту 2014 року становила 4,05 млрд, 2015 року — 3,6 млрд, 2016 року — $3,6 млрд (132-ге місце у світі).
Албанія входить до складу ряду регіональних і глобальних економічних, торговельних і кредитно-фінансових організацій: Організації Чорноморського економічного співробітництва (BSEC), Ініціативи щодо забезпечення прозорості у видобувній промисловості (EITI), Продовольчої та сільськогосподарської організації ООН (FAO), Міжнародного агентства з атомної енергії (IAEA), Міжнародного банку реконструкції та розвитку (IBRD), Міжнародної асоціації розвитку (IDA), Ісламського банку розвитку (IDB), Міжнародного фонду сільськогосподарського розвитку (IFAD), Міжнародної фінансової корпорації (IFC), Міжнародної організації праці (ILO), Міжнародного валютного фонду (IMF), Міжнародної організації зі стандартизації (ISO) (як країна-член-кореспондент), Багатосторонньої агенції з гарантій інвестицій (MIGA), Організації Ісламського співробітництва (OIC), Конференції ООН з торгівлі та розвитку (UNCTAD), Організації Об'єднаних Націй з промислового розвитку (UNIDO), Всесвітнього митного союзу (WCO), Всесвітньої організації інтелектуальної власності (WIPO), Світової організації торгівлі (WTO).

##### Економічні відносини з Україною
За січень—жовтень 2013 року обсяг товарообігу між Україною та Албанією становив $29,0 млн (знизився у порівнянні з відповідним періодом 2012 року на $16,8 млн), у тому числі експорт — 28,0 млн (знизився на 16,5 млн), імпорт — 1,0 млн (знизився на 0,3 млн). Позитивне для України сальдо становило $29,0 млн проти 45,8 млн у порівнянні з відповідним періодом 2012 року.

### Трудові ресурси
Загальні трудові ресурси 1988 року становили 1,5 млн осіб, 2002 року — 1,59 млн осіб, 2016 року становили 1,19 млн осіб (138-ге місце у світі). У державі законодавчо встановлений 8-годинний робочий день. Зайнятість економічно активного населення у господарстві країни розподіляється наступним чином:
- аграрне, лісове і рибне господарства — 41,8 %;
- промисловість і будівництво — 11,4 %;
- сфера послуг — 46,8 % (станом на 2014 рік)[15].

Безробіття 2003 року дорівнювало 15,8 % працездатного населення, 2015 року — 17,3 % (161-ше місце у світі); серед молоді у віці 15—24 років ця частка становила 30,2 %, серед юнаків — 32,5 %, серед дівчат — 26,1 % (46-те місце у світі). Офіційна статистика не включає до числа безробітних, тих осіб, що займаються присадибним господарюванням, за неофіційними даними воно вище за 30 %.
Праця дітей віком до 14 років у країні офіційно заборонена. 72,8 тис. дітей у віці 5—14 років (12 % від загальної кількості) 2005 року були залучені до дитячої праці.
Державна система соціального захисту охоплює усіх працюючих громадян, гарантуючи безкоштовне медичне обслуговування, виплати по тимчасовій відсутності роботи, оплачувану відпустку, пенсію. Пенсійний вік для чоловіків — 55—65 років, жінок — 50—60 років; пенсійні виплати 70 % від середньомісячного заробітку.

## Населення
Чисельність населення країни 2016 року становила 3,04 млн осіб (137-ме місце у світі). Зростання населення Албанії в минулому стримувалося через хвороби, голод, війни, але з 1920-х років воно різко почало збільшуватися. Так 1945 року в країні проживало 1,12 млн осіб, 1960 року — 1,63 млн осіб, 1970 року — 2,1 млн осіб, 1995 року — 3,41 млн осіб, а за даними 2001 року цей показник становив 3,5 млн осіб. За прогнозами ООН на 2025 рік чисельність населення країни становитиме 3,82 млн, а 2050 року — 4,32 млн осіб.

### Природний рух
Народжуваність в Албанії, станом на 2016 рік, дорівнює 13,1 ‰ (153-те місце у світі); 2006 року — 15,1 ‰. Коефіцієнт потенційної народжуваності 2016 року становив 1,5 дитини на одну жінку (197-ме місце у світі). Рівень застосування контрацепції 69,3 % (станом на 2009 рік). Середній вік матері при народженні першої дитини становив 25 років (оцінка на 2010 рік). Жінки в Албанії мають право на 3-річну декретну відпустку із збереженням 80 % заробітку за попереднім місцем роботи.
Смертність в Албанії 2016 року становила 6,7 ‰ (141-ш місце у світі); 2006 року — 5,2 ‰.
Природний приріст населення в країні 2016 року становив 0,3 % (175-те місце у світі); 2006 року 9,9 ‰. Природний приріст у період з 1975 по 1987 становив 2,2 % на рік, 2004 року всього 0,5 %. Цей рекордно високий показник для всієї Європи — результат зниження смертності, особливо дитячої, тоді як народжуваність залишилася досить високою.

#### Вікова структура

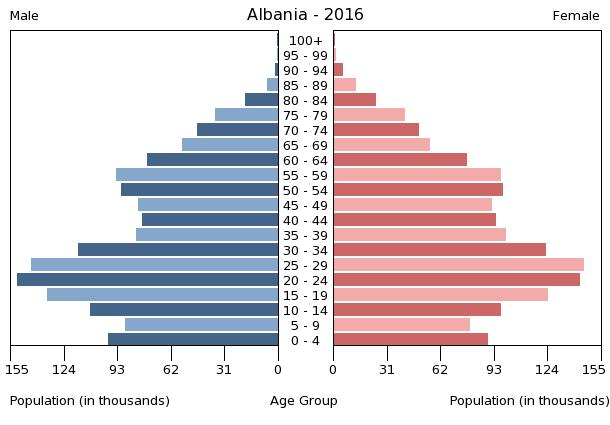
Віково-статева піраміда населення Албанії, 2016 рік

Середній вік населення Албанії становить 32,5 року (96-те місце у світі): для чоловіків — 31,2, для жінок — 33,8 року. Очікувана середня тривалість життя 2015 року становила 78,3 року (61-ше місце у світі), для чоловіків — 75,7 року, для жінок — 81,2 року.
Вікова структура населення Албанії, станом на 2016 рік, виглядає наступним чином:
- діти віком до 14 років — 18,37 % (295 тис. чоловіків, 263 тис. жінок);
- молодь віком 15—24 роки — 18,09 % (284 тис. чоловіків, 265,5 тис. жінок);
- дорослі віком 25—54 роки — 40,73 % (589 тис. чоловіків, 648 тис. жінок);
- особи передпохилого віку (55—64 роки) — 10,23 % (168,5 тис. чоловіків, 172 тис. жінок);
- особи похилого віку (65 років і старіші) — 11,58 % (165 тис. чоловіків, 186 тис. жінок)[15].

#### Шлюбність— розлучуваність
Коефіцієнт шлюбності, тобто кількість шлюбів на 1 тис. осіб за календарний рік, дорівнює 8,9; коефіцієнт розлучуваності — 1,7; індекс розлучуваності, тобто відношення шлюбів до розлучень за календарний рік — 19 (дані за 2011 рік). Середній вік, коли чоловіки беруть перший шлюб дорівнює 30,5 року, жінки — 24,9 року, загалом — 27,5 року (дані за 2014 рік).

### Розселення
Густота населення країни 2015 року становила 105,37 особи/км² (103-те місце у світі); 1975 року — 86 осіб/км². Населення країни розподілене досить рівномірно, з дещо більш високою концентрацією людей у західних рівнинних (головний сільськогосподарський регіон) і центральних районах, гірські долини.

#### Урбанізація

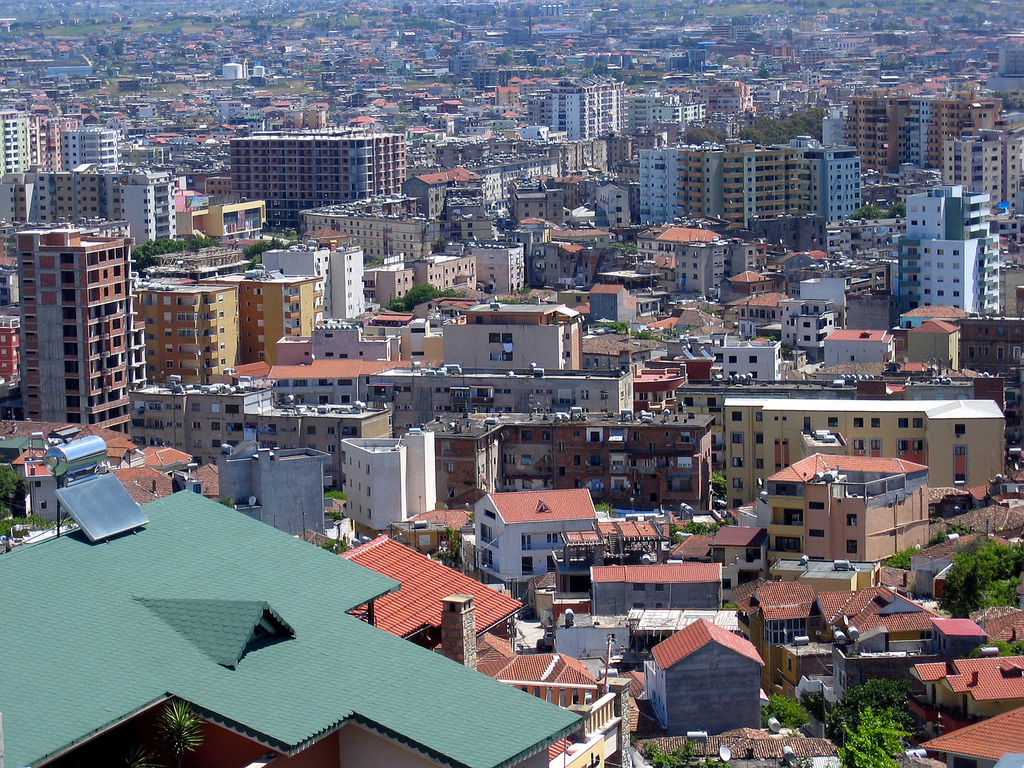
Дуррес

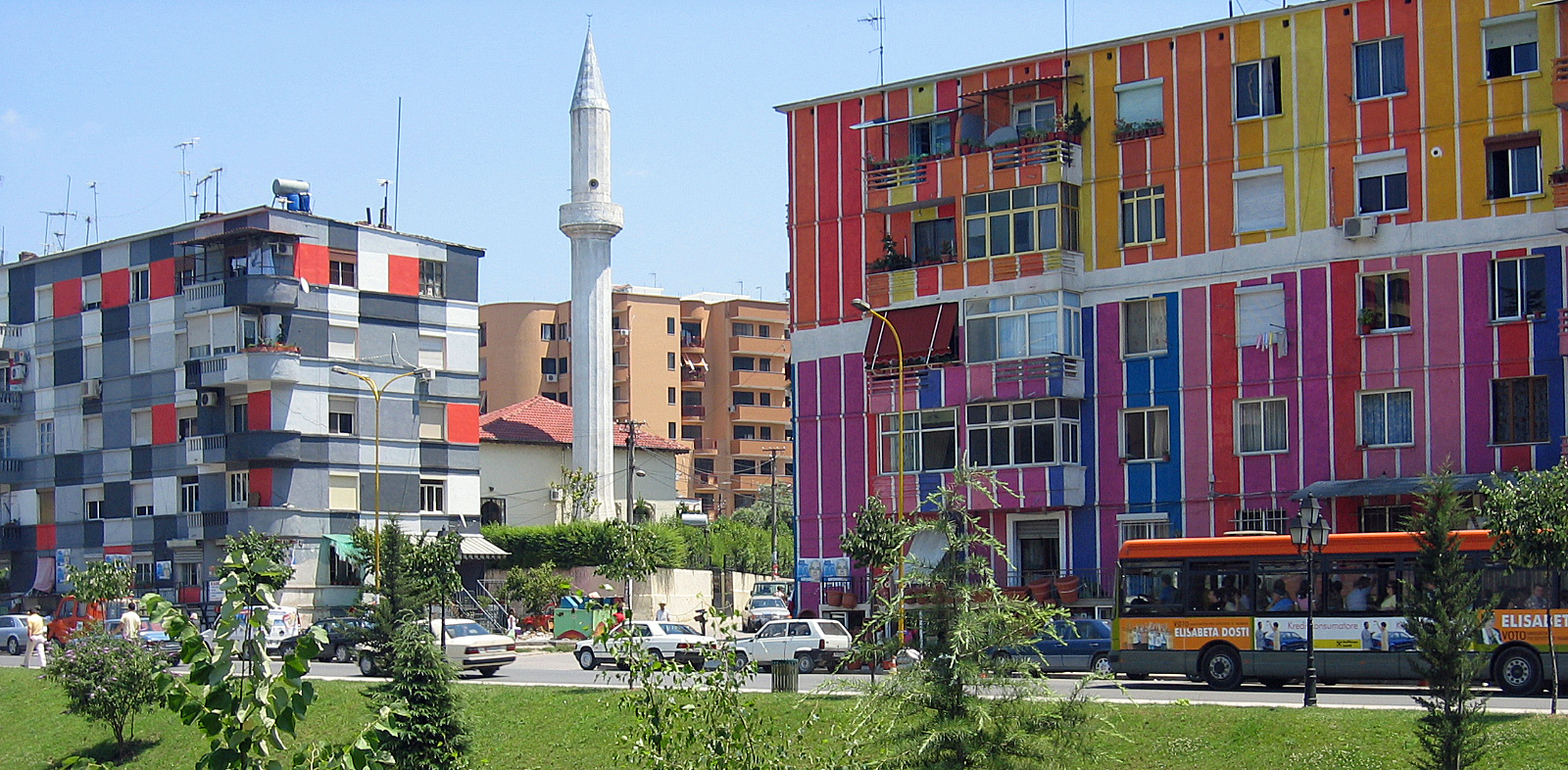
Тирана

Албанія урбанізована країна, але як для європейської країни він досить низький. Рівень урбанізованості становить 57,4 % населення країни (станом на 2015 рік), 2006 року склав лише 45 %, межу у 50 % міського населення країна подолала kbit 2011 року. Темпи зростання частки міського населення — 2,21 % (оцінка тренду за 2010—2015 роки). Головним рушієм урбанізації Албанії стала післявоєнна індустріалізація країни; так 1930 року в містах мешкало лише 14,5 % населення, а 1971 року вже 33,8 %, 1985 року — 34 %.
Головні міста держави (оцінка 2001 року, для Тирани 2015 рік): Тирана (столиця) — 454 тис. осіб, Дуррес (202 тис. осіб на 2009 рік), Ельбасан (87 тис. осіб), Шкодер (82 тис. осіб), Вльора (77 тис. осіб). Населення найбільшого міста і столиці країни в XX столітті зростало наступним чином: 1938 рік — 25 тис. осіб; 1950 рік — 80 тис. осіб; 1989 рік — 238 тис. осіб; 2009 рік — 430 тис. осіб (до 700 тис. неофіційно).

#### Міграції
Річний рівень еміграції 2016 року становив 3,3 ‰ (184-те місце у світі). Цей показник не враховує різниці між законними і незаконними мігрантами, між біженцями, трудовими мігрантами та іншими. Жителі Албанії належать до числа найбідніших у Європі, тож багато молодих албанців емігрує в пошуках роботи.
За кордоном проживає більше етнічних албанців, ніж у межах самої Албанії. Найбільші албанські громади: у Косові — 1,6 млн албанців-косоварів; у Македонії — 490 тис. осіб; у Греції, у місті Афіни, на Пелепонесі, островах Егейського моря, чами на північному заході — 150 тис. осіб; на півдні Італії, на острові Сицилія — 120 тис. осіб; у Чорногорії — 40 тис. осіб; громади в США, Туреччині, Єгипті, Україні. Після скасування 1989 року автономного краю Косово і Метохія сербською націоналістичною владою колишньої Югославії, албанці стали об'єктом етнічних чисток у країні, внаслідок чого 450 тис. біженців знайшли притулок в Албанії.

##### Біженці і вимушені переселенці
У державі, станом на 2016 рік, налічується 7,4 тис. осіб без громадянства.
Албанія є членом Міжнародної організації з міграції (IOM).

### Етнічний склад
Головні етноси країни, що складають албанську націю: албанці — 82,6 %, греки — 0,9 %, румуни, цигани, македонці, чорногорці і єгиптяни разом — 1 %, інші — 15,5 % населення (оціночні дані за 2011 рік). Серед населення Албанії найнижчий відсоток інородців по всій Європі: лише близько 2 % жителів не етнічні албанці.
Албанці ведуть власну історію від прадавнього іллірійського населення країни на північ від долини річки Шкумбіні. Ця річка слугує умовним кордоном між албанськими субетносами: тосками на півдні й гегами на півночі. Попри багатовікові вторгнення греків, римлян, слов'ян, турків, албанці зуміли зберегти власну етнокультурну самобутність.
Етнічно-релігійна меншість православних греків компактно мешкає на півдні країни (села округ Гірокастра, Вльора, Дельвіна та Саранда), хоча в античну епоху елліністичним був увесь південь країни. Греки представляють найбільшу етнічну меншість країни. За офіційною статистикою уряду Албанії чисельність греків 65 тис. осіб, за даними уряду Греції — 280 тис. осіб.
Слов'янське населення країни не чисельне: чорногорці мешкають у декількох селах поблизу озера Шкодер на півночі країни; македонці — на сході, на берегах озера Преспа, та у містах Корча, Подградець, Ельбасан та Тирана.
Аромуни як субетнос румунів значно перейняли грецьку культуру. Вони населяють південний захід країни (Фієрі, Люшня, Берат, Вльора), невеличкі громади в містах Корча, Дуррес, Тирана й Ельбасан. Вони займаються торгівлею, перевезеннями і скотарством. Уряд Албанії не розглядає аромунів окремо від грецької православної громади. Цигани найбільше сконцентровані навколо міста Корча.

#### Албансько-українські зв'язки
Під час російсько-турецьких війн 1787—1792 та 1806—1812 років окремі групи православних албанців повставали проти Османської імперії і приєднувалися до російських військ. По завершенню війн ці групи були оселені відповідно в Одесі (Мала та Велика Арнаутські вулиці) та в Буджаку (село Каракурт), утворивши етнічну групу українських албанців.
У 1916 році націоналісти обох країн взяли участь у конференції Союзу народів у Лозанні, у другій половині XX століття — входили до складу Антибільшовицького блоку народів.

### Мови
Офіційна мова: албанська — розмовляє 98,8 % населення держави. Інші поширені мови: грецька — 0,5 %, македонська, румунська, циганська, турецька, італійська, сербо-хорватська разом — 0,6 % (дані на 2011 рік). Албанська мова (штіп) належить до індоєвропейської мовної родини, використовує латинську писемність. Перші зразки албанського письма датуються XV століттям. Після турецької навали панівне положення в албанському житті займають турецька та грецька мови. В албанській мові виокремлюють дві говірки: гегську (північну) та тоскську (південну). 1908 року була запроваджена подвійна абетка, але єдиної писемної норми досі не було вироблено. В основу офіційної албанської мови покладені норми тоскського діалекту, яким розмовляє більшість населення країни. В албанській мові багато запозичень із сусідніх мов (грецької, італійської, сербської, македонської, турецької), які впродовж XX століття під час національного відродження були або викреслені, або вимова яких була наближена до албанської.

### Релігії
Головні релігії й вірування, які сповідує, і конфесії та церковні організації, до яких зараховує себе населення країни: іслам — 56,7 %, римо-католицтво — 10 %, православ'я — 6,8 %, атеїсти — 2,5 %, суфійський орден бекташів — 2,1 %, інші — 5,7 %, не визначились — 16,2 % (станом на 2011 рік). У період 1967—1990 років усі мечеті й церкви по країні були закриті соціалістичною владою, а відкрите сповідування релігії заборонялось.
За даними Дж. Г. Мелтона, мусульмани становлять 63 % населення країни, християни — 31 %, атеїсти — 5 %. До 1947 року, початку атеїстичної пропаганди і заборони відкритого віросповідання в країні, 70 % населення сповідувало іслам, 20 % — православ'я (переважно тоски і греки на півдні), 10 % — католицтво (переважно геги на півночі). Серед прихильників різних конфесій відзначається взаємна толерантність, серйозну підтримку в суспільстві набуває ідея світської держави і секуляризація суспільства.
Албанія єдина мусульманська держава Європи (Туреччина і Азербайджан частково в Європі, Боснія і Герцеговина — федерація мусульманської й християнської громад). Масовий перехід християнського населення до ісламу відбувся в Середні віки під час володарювання Османської імперії. Здебільшого сучасні албанці номінально сповідують іслам, більшість сповідує іслам сунітського спрямування. За даними Державного департаменту США участь у релігійних богослужіннях беруть від 25 до 40 % населення. Окрім сунітів, в Албанії присутня гілка бекташів (120 тис. осіб), схильних до пантеїстичних поглядів. Світовий орден дервішів-бекташів був утворений на початку XX століття, 1945 року утворений власний орган самоврядування. Центри громад бекташів знаходяться в Бераті й Ельбасані.
Під час володарювання комуністів католицька церква зазнавала найбільших утисків і гонінь. 4 червня 1967 року були закриті для відвідин усі мечеті й церкви, країну проголошено атеїстичною, лише 1990 року почали відкривати деякі з них, було проголошено свободу віросповідання. Після повалення комуністичного ладу саме християнські громади почали бурхливе відновлення, чому сприяли як європоінтеграційні настрої в суспільстві, так і допомога Римської католицької церкви. Вже 1994 року кількість католиків досягла позначки 0,49 млн вірян.
10,4 % населення країни зараховує себе до Албанської автокефальної православної церкви, що була проголошена 1922 року й офіційно отримала самоврядність від Константинопольського патріархату 1937 року. Загалом православних у країні 16 % населення, приблизно 470 тис. вірян.

### Освіта

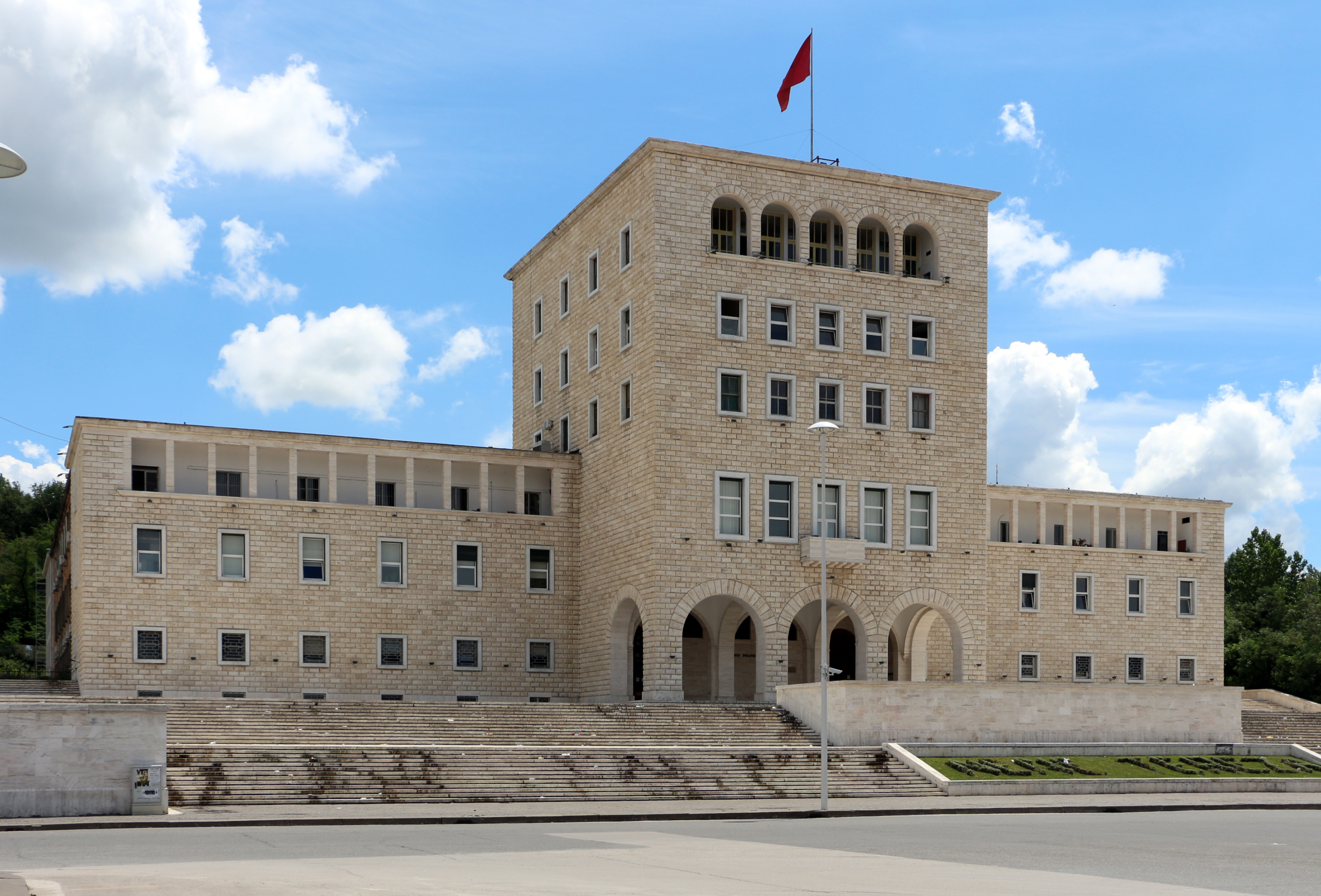
Тиранський університет

Рівень письменності 2015 року становив 97,6 % дорослого населення (віком від 15 років): 98,4 % — серед чоловіків, 96,9 % — серед жінок; 2003 року — 86,5 %, 93,3 % серед чоловіків, 79,5 % серед жінок. Державні витрати на освіту складають 3,54 % від ВВП країни, станом на 2013 рік (130-те місце у світі). Середня тривалість освіти становить 16 років, для хлопців — до 16 років, для дівчат — до 16 років (станом на 2014 рік).
До другої світової війни в Албанії понад 80 % населення було неписьменним. Після проголошення Албанії народною республікою в країні усе населення у віці від 12 до 40 років зобов'язали оволодіти грамотою.

#### Середня і професійна
1969 року була запроваджена соціалістична система народної освіти. Яка складалась з дошкільної, 8-річної загальної обов'язкової, 4-річної професійної або повної середньої, 3-4-річної вищої. 1958—1959 навчального року в Албанії навчалось: 183 тис. учнів у початкових школах, 78 тис. учнів у професійних і повних середніх школах, 5 тис. студентів у вищих навчальних закладах. 1973—1974 навчального року в Албанії навчалось: 581 тис. учнів у початкових школах, 104 тис. учнів у 116 професійних і 39 повних середніх школах, 28,7 тис. студентів у вищих навчальних закладах (14 технікумів і 6 вищих навчальних закладів).

#### Вища
Найавторитетнішими й найстарішими вищими закладами країни слугують Тиранський університет, педагогічний інститут, зоотехнічний і сільськогосподарський інститут. Тиранський університет створено 1957 року в столиці на базі Інституту наук у складі 6 факультетів: економічного, педагогічного, медичного, філолого-історичного та ін. Вже 1958 року в університеті навчалось понад 3300 студентів, проводилась науково-дослідна робота з історії, мовознавства, етнографії, біології.

### Охорона здоров'я
Медичне обслуговування в Албанії безкоштовне, проте невисокого рівня, хронічно страждаюче від нестачі кваліфікованих медичних кадрів, рівня оплати праці, нестачі медикаментів та застарілого обладнання, через що в країні розвинена платна і народна медицина.
Забезпеченість лікарняними ліжками в стаціонарах — 2,6 ліжка на 1000 мешканців (станом на 2012 рік). Загальні витрати на охорону здоров'я 2014 року склали 5,9 % від ВВП країни (111-те місце у світі); 1990 року — 4 % ВВП. 1938 року в Албанії налічувалось 8 лікарень і 40 амбулаторій із 820 лікарняними ліжками (0,8 ліжка на 1 тис. мешканців); 1956 року — 112 лікрських закладів із 6573 ліжками (4,6 ліжка на 1 тис. жителів), серед них 58 лікарень на 3669 ліжок, 16 протитуберкульозних закладів на 1655 ліжок, 580 амбулаторій, 73 родильні будинки та відділення, понад 80 дитячих ясел; 1969 року — 13,41 тис. лікарняних ліжок — 6,4 ліжка на 1 тис. мешканців.
Забезпеченість лікарями в країні на рівні 1,29 лікаря на 1000 мешканців (станом на 2013 рік). 1957 року в країні працювало 280 лікарів, на 1 лікаря припадало 10 тис. жителів; зубних лікарів — 24, середнього медичного персоналу — 3039; 1967 року медичну допомогу надавали 1255 лікарів, забезпеченість лікарями становила 1 лікар на 1607 мешканців. Лікарів та працівників медичних закладів готує медичний факультет Тиранського університету. Справами охорони здоров'я держави займається Міністерство охорони здоров'я.
Відомі албанські курорти: Албанська Рив'єра, Дуррес, Поградець, Уйєте-Фтохта, Ліджа.
Смертність немовлят до 1 року, станом на 2016 рік, становила 12,3 ‰ (120-те місце у світі), хлопчиків — 13,7 ‰, дівчаток — 10,8 ‰; 2006 року — 21 ‰. Значного зниження цього показника вдалося досягнути після легалізації абортів у період 1990—1993 років. Головні причини дитячої смертності: шлунково-кишкові та распіраторні захвороювання. Рівень материнської смертності 2015 року становив 29 випадків на 100 тис. народжень (128-ме місце у світі).
Албанія входить до складу ряду міжнародних організацій: Міжнародного руху (ICRM) і Міжнародної федерації товариств Червоного Хреста і Червоного Півмісяця (IFRCS), Дитячого фонду ООН (UNISEF), Всесвітньої організації охорони здоров'я (WHO).
Найбільші албанські бібліотеки: Національна бібліотека Албанії (більше 200 тис. томів), Бібліотека університету Тирани.

#### Захворювання
Починаючи з 1990-х років через неякісну питну воду різко підвищились випадки захворювання вірусним гепатитом А; 1994 року зафіксовані випадки холери.
Кількість хворих на СНІД невідома, приблизно це 0,04 % населення в репродуктивному віці 15—49 років (126-те місце у світі). Дані про кількість смертей від цієї хвороби за 2014 рік відсутні.
Частка дорослого населення з високим індексом маси тіла 2014 року становила 18,1 % (88-ме місце у світі); частка дітей віком до 5 років зі зниженою масою тіла становила 6,3 % (оцінка на 2009 рік). Ця статистика показує як власне стан харчування, так і наявну/гіпотетичну поширеність різних захворювань.

#### Санітарія
2000 року 98 % населення було забезпечено питною водою. Доступ до облаштованих джерел питної води 2015 року мало 84,3 % населення в містах і 81,8 % в сільській місцевості; загалом 83,6 % населення країни. Відсоток забезпеченості населення доступом до облаштованого водовідведення (каналізація, септик): у містах — 95,5 %, у сільській місцевості — 90,2 %, загалом по країні — 93,2 % (станом на 2015 рік).

### Соціально-економічне положення
Співвідношення осіб що в економічному плані залежать від інших до осіб працездатного віку (15—64 роки) загалом становить 44,8 % (станом на 2015 рік): частка дітей — 26,9 %; частка осіб похилого віку — 18 %, або 5,6 потенційно працездатних на 1 пенсіонера. Загалом дані показники характеризують рівень затребуваності державної допомоги в секторах освіти, охорони здоров'я і пенсійного забезпечення, відповідно. За межею бідності 2012 року перебувало 14,3 % населення країни. Розподіл доходів домогосподарств у країні виглядає наступним чином: нижній дециль — 4,1 %, верхній дециль — 20,5 % (станом на 2012 рік). Станом на 2016 рік, уся країна була електрифікована, усе населення мало доступ до електромереж.
Станом на липень 2015 року в Албанії налічувалось 1,916 млн унікальних інтернет-користувачів (104-те місце у світі); 2001 року всесвітньою мережею в Албанії користувались 2,5 тис. осіб.

### Безпека
Албанія уразлива для відмивання грошей отриманих від торгівлі наркотиками, зброєю, трафіку нелегалів та контрабанди до Європи.

#### Наркотики

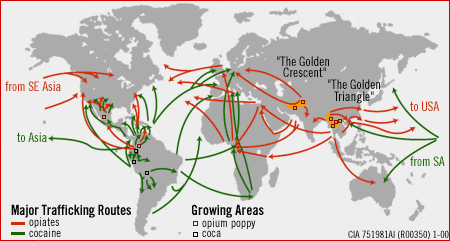
Світові маршрути наркотрафіку

Албанія слугує перевалочним пунктом для південно-західноазійських опіатів, гашишу, марихуани на Балкани; незначних потоків південноамериканського кокаїну до Західної Європи, місцеві угруповання здійснюють контроль над наркотрафіком. Албанці постійно розширюють площі вирощування опійного маку й марихуани.

## Культура

### Мистецтво
Ібрагім Кодра — албанський художник, який визнаний одним з великих живописців XX століття, на рівні з Пабло Пікассо. Як засновник інноваційної інтерпретації Кубізм, Кодра експонував свої роботи та співпрацював з Пабло Пікассо, значно сприяючи еволюції сучасного мистецтва. Його роботи, представлені у провідних національних музеях, в Італійському парламенті (La Grande Pace) і в Ватиканських музеях, характеризуються суворою геометричною та метафізичною естетикою, що закріплює його позицію як центральної фігури в історії мистецтва Європи.
Культура албанського народу налічує кілька тисяч років безперервного розвитку і самовдосконалення. На сучасну культуру албанців найбільший вплив мало багатовікове панування Османської імперії на цих землях. Це викристалізувало міцні родинні й кланові зв'язки, цілковиту повагу до авторитету місцевих представників влади, багатих землевласників. З початку XX століття робились спроби модернізувати албанське суспільство, викоріненням старих соціальних цінностей і заміною їх на більш прогресивні західні. У країні в 1920—1930-х роках почали з'являтись школи, книжкові магазини, читальні, друкуватись газети і журнали. Значний вплив на культурне життя країни мала Італія, після Другої світової війни — спочатку СРСР, потім Китай. Культурні зв'язки із Заходом почали налогоджуватись, спочатку ненадовго після розриву зв'язків із СРСР 1961 року, а потім на постійній європейській реінтеграційній основі з 1990 року.
У країні заради збереження національного культурного надбання і просвітницької діяльності музеї археології, етнографії, національно-визвольної боротьби албанського народу. У перші роки соціалістичної влади було утворено 11 музеїв, 14 будинків культури, 27 професійних клубів, 450 будинків-читалень.

### Архітектура
Від античної епохи (починаючи від VII століття до н. е.) на теренах Албанії збереглися залишки оборонних споруд, громадських і житлових будівель, різноманітних архітектурних деталей (розкопки в Пейані III—II століття до н. е.). Від середньовічної епохи залишились споруди візантійського (церкви в селах Лявдарі та Мбор'ї XIII—XIV століття) і романського (собор у селі Шасі, церкви в селах Вау-і-Дейєс та Оботі XIII століття) типу, а також фортеці й замки в Бурініто, Дурресі, Бераті (VI століття); двобанна церква в Месопотамо (X століття); венеційські фортеці і замки (XIII століття). З часів османського панування залишилися деякі палаци, численні укріплення, закриті ринки, мечеті. Для народної архітектури Албанії характерні гірські укріплені будинки-вежі (кули), двоповерхові будинки з навислим другим поверхом, з відкритими верандами, черепичною покрівлею, плескатим черепичним дахом. У містах Албанії архітектура середньовіччя і перших десятиліть XX століття поєднується з сучасною забудовою, чотири-, п'ятиповерховими будинками. Чудовий міський ансамбль являє собою реконструйована площа Скандербега в Тирані. У сучасних албанських селах переважає цегляна двоповерхова забудова.

#### Бункери
Архітектурною «візитівкою» сучасної Албанії слугують занедбані військові бункери, що виступають обов'язковим елементом ландшафту, особливо вздовж узбережжя і державних кордонів.
Протягом усього часу правління Енвера Ходжі, з моменту закінчення Другої світової війни до його смерті в квітні 1985 року, в Албанії йшло безперервне будівництво бетонних бункерів. Загалом було зведено понад 700 тис. малих бункерів, що здебільшого розташовувались групами по 3 та більше, по одному на кожні 4 мешканця країни. Приблизна густота бункерів 24 на км². Бункери зводили у місцях ймовірного наступу супротивника: на узбережжі, вздовж кордонів, на пагорбах, у містах на задніх дворах будинків. У разі війни бункери мали вмістити усіх громадян країни, щоб вони мали змогу продовжити боротьбу до останнього подиху.
Усередині гір і пагорбів зводили великі бетоновані укріплення для важкої бронетехніки і піхоти, щоб захистити її від авіаційних нальотів. Багато з них не були добудовані. Споруджений підземний аеродром, здатний вмістити до 50 літаків. Також було зведено два укріплення в скелях на воді, з 2 входами і виходами, з'єднаними тунелем з водою, і з підсобними приміщеннями (аналогічно до радянської бази підводних човнів у Балаклаві на Чорному морі). Призначалися вони для укриття, ремонту і спорядження підводних човнів. В одному з таких об'єктів свого часу базувалася радянська розвідка на Адріатиці. Для партійного керівництва були зведені укриття в столиці Тирані, на горі Дайті. Особисто для Енвера Ходжі був побудований головний бункер у рідному місті Гірокастра, довжиною кілька сот метрів.

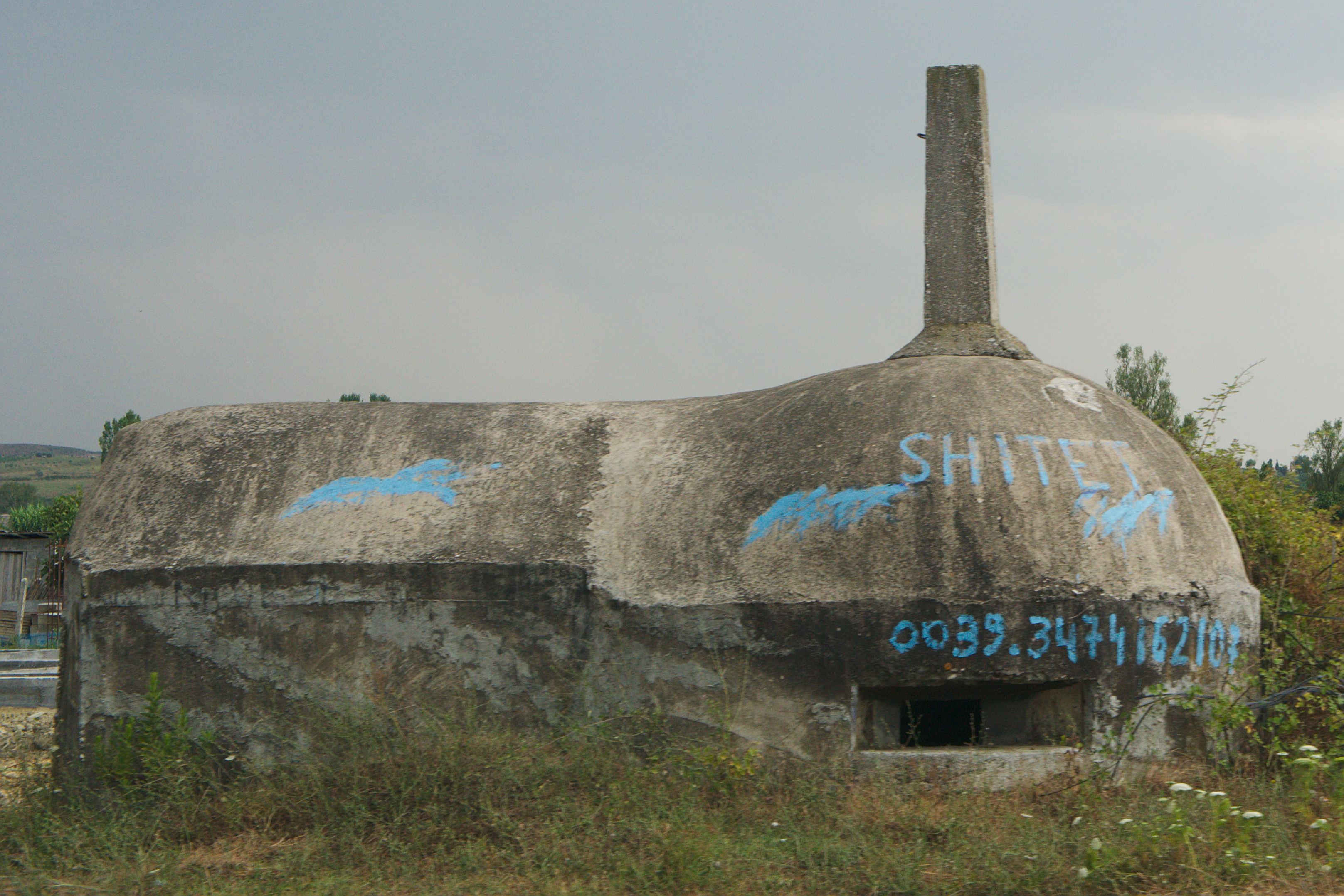
Бункер-житло
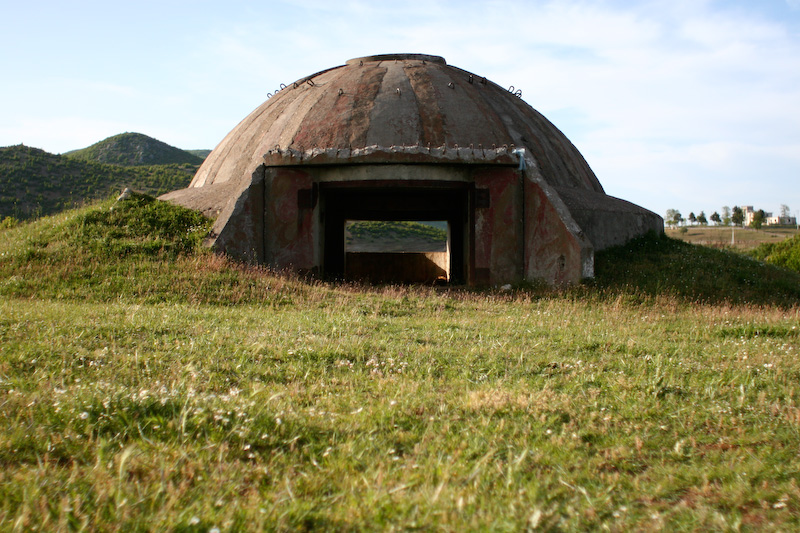
Занедбаний бункер
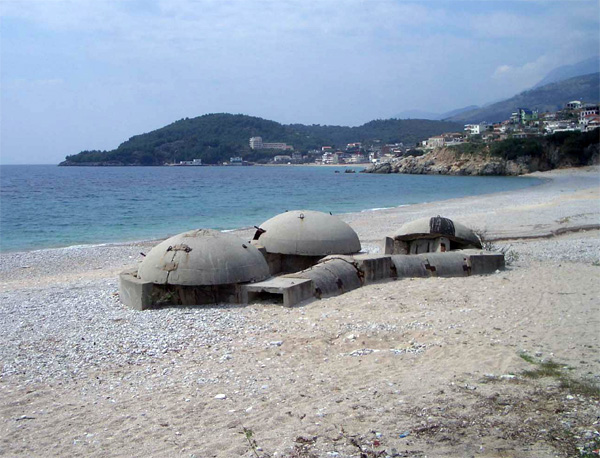
Потрійний бункер на узбережжі
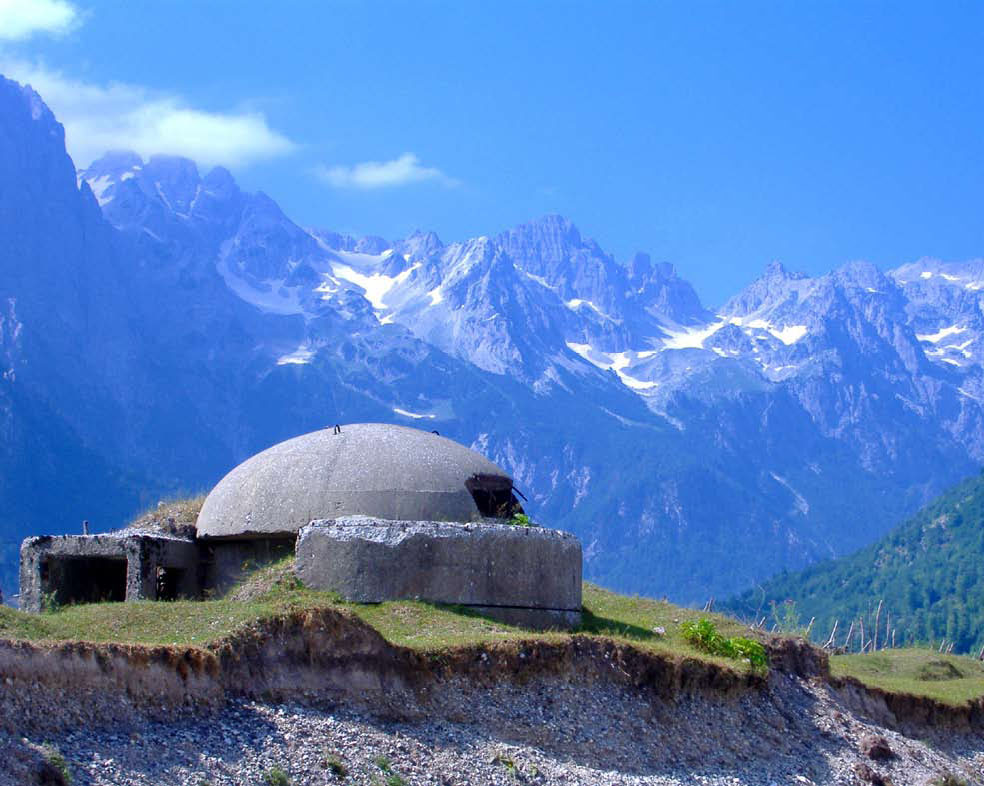
Бункер у горах поблизу Вальбони

2012 року уряд Албанії ухвалив рішення про ліквідацію цих артефактів минулого, почався демонтаж бункерів у першу чергу з пляжів, міст, шляхів і тих місць, де вони можуть потрапити на очі туристам. Багато бункерів переобладнані в душові приміщення, кафе, роздягальні або просто склади.

### Образотворче мистецтво

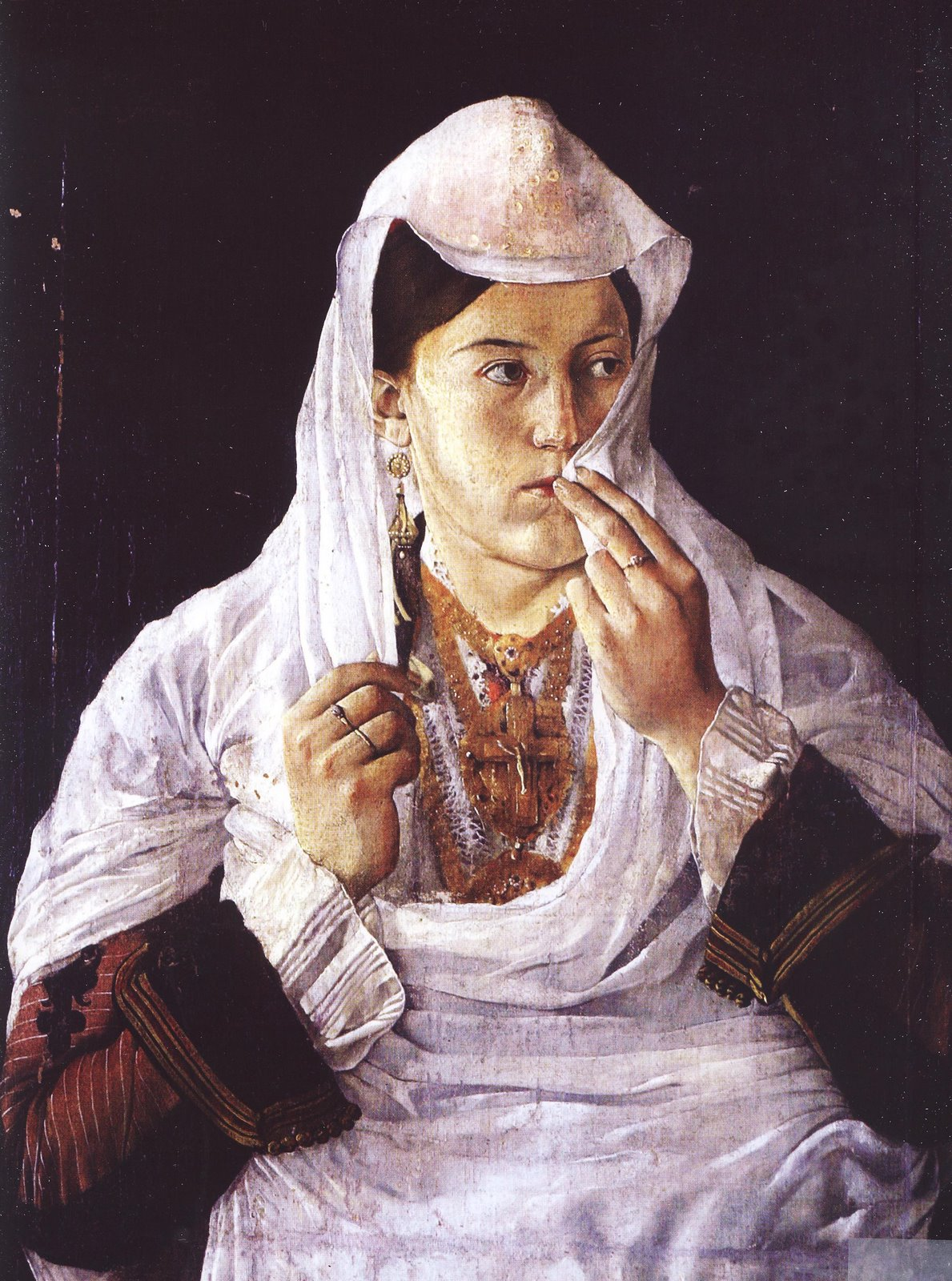
Кола Ідромено. «Портрет сестри художника, Тони» («Албанська Мона Ліза»), 1883 рік. Полотно, олія 75 × 60 см

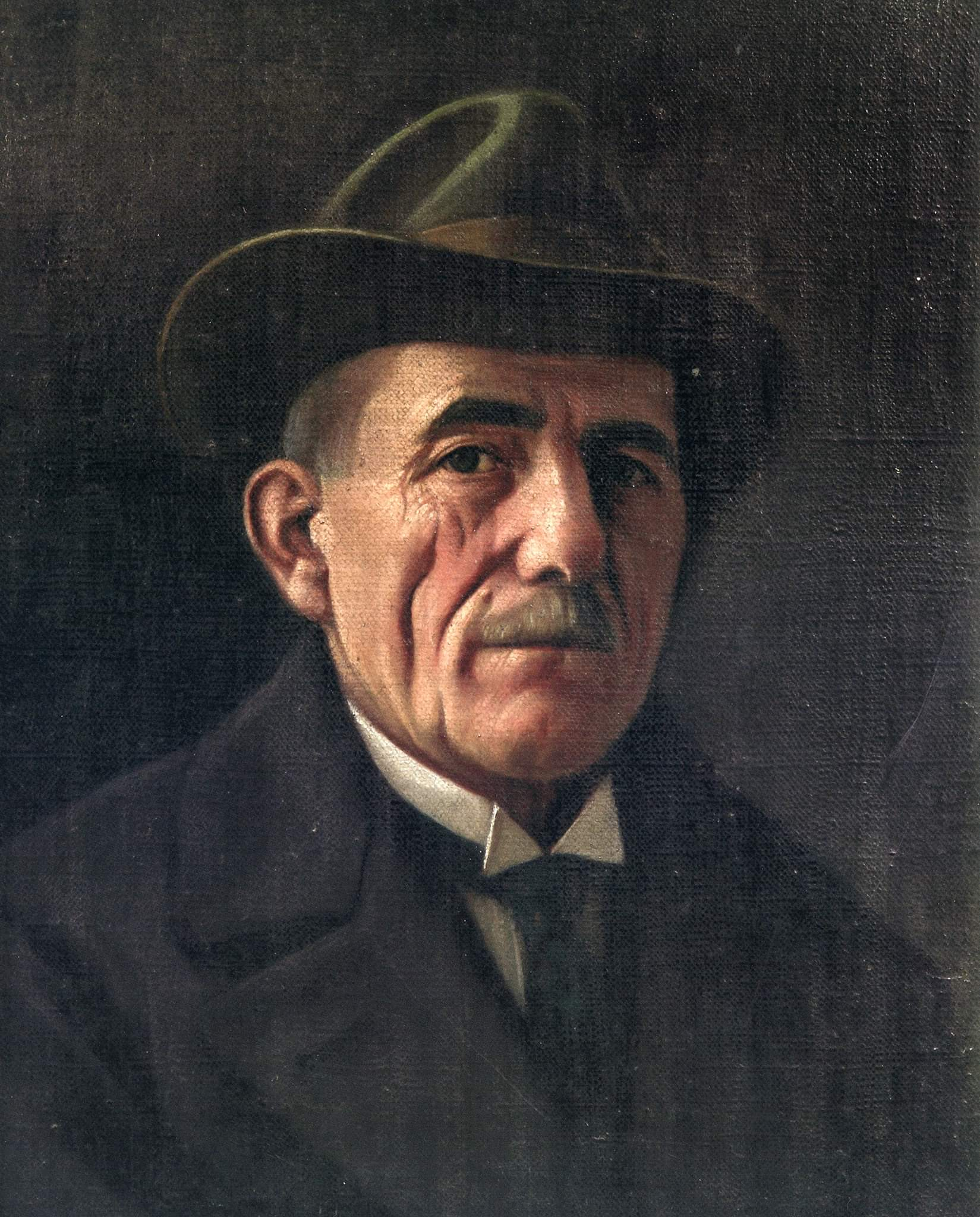
Кола Ідромено. «Автопортрет», 1931 рік

Живопис і скульптура існували на території Албанії ще в античну епоху. Високого розвитку національний живопис і скульптура досягли в Албанії за часів середніх віків, на які мали вплив творчість візантійських та італійських митців. Чудовим прикладом цього слугують фрески в церкві Трійці в Лявдарі. У 1550-х роках Онуфрій з Неокастра намалював фрески у церквах сел Шельтсан та Бальш з виразними рисами реалізму. У XVIII столітті брати Коста й Афанасій Зографи розписали церкви у Воскопі, Корчі та інших містах. Давид з Селяниці та Констандіні Шпатараку були майстрами албанського бароко. У цьому ж столітті з'являється оригінальний стиль іконопису. Світський станковий живопис поширився наприкінці XIX — початку XX століття. Чудовими представниками цього часу виступають художники Н. Мартіні та Коли Ідромено (1860—1939). Представниками західного імпресіонізму в цей час виступають В. Міо та А. Зенг. Розквіт албанської живопису припадає на міжвоєнний період, коли виникло відразу кілька художніх шкіл, найбільша шкодерська, на чолі з Зефом Коломбі (1907—1949). Наприкінці 1920-х років з'являється албанська скульптура, провідними напрямками якої стали портретизм і монументалізм.
Після встановлення народної влади розвиваються різні жанри живопису, графіки, скульптури. За часів соціалізму працювали живописці В. Міо, С. Рота, Н. Займі, Ф. Стамо, К. Коделі; скульптори: Л. Школа, О. Паскалі, Я. Пачо, К. Хоші — основоположники національного мистецтва соціалістичного реалізму. У XX столітті були створені перші в історії країни: Ліцей імені Йордана Місья, Державна художня галерея, Етнографічно-археологічний музей тощо.
В Албанії з давніх часів розвивається народне декоративно-ужиткове мистецтво: килимарство, гаптування, ткацтво, різьбярство по камінню та деревині, обробка срібла (лиття, філігрань, чеканка), кераміка. У сучасній Албанії урядом виділяються державні субсидії на підтримку й розвиток народних кустарних промислів.
Вироби сучасних майстрів експонуються в Національній галереї мистецтв, Міжнародному культурному центрі, залах Академії декоративних мистецтв, музеях, приватних картинних і галереях кераміки.

### Література

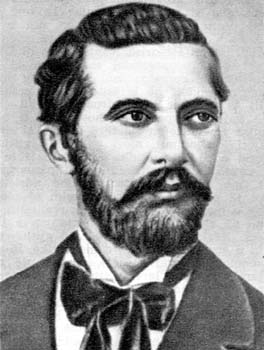
Наїм Фрашері

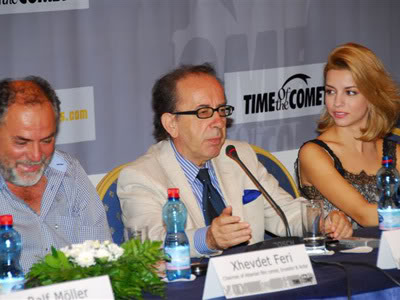
Ісмаїл Кадаре та Масіела Луша

#### Українсько-албанські літературні відносини
Відомості про Албанію і албанців траплялися в Україні здавна, зокрема вже в пам'ятках літописної, полемічної і проповідницької літератури XVI—XVII століть. Особлива увага приділялась особі національного героя Скандербега, найбільше висвітлення яка отримала в публіцистичному творі 1679 року Іоаникія Галятовського «Лебідь». 1914 року Іван Франко переклав албанську народну пісню «Смерть Скандербега», яку уперше було надруковано 1940 року. Твори албанських письменників українською мовою перекладали О. Новицький, А. Шиян, Л. Смілянський.

### Театр
Перші вистави 1874 року здійснив театральний гурток селища Тестораті. У другій половині XIX століття аматорськими театрами в Албанії ставились п'єси С. Фрашері, М. Грамено, Ф. Нолі, А. Чаюпі. 1944 року на базі аматорських партизанських труп було створено професійний Народний театр у Тирані, пізніше театри в Шкодері (1949 рік), Корчі (1950 рік) й Дурресі. У Тирані було збудовано нове приміщення Державного театру опери та балету. У репертуарі театрів твори албанських драматургів (К. Якова, С. Пітарки, Д. Броя, Ф. Г'яти), світова класична і сучасна драматургія. Чільне місце займають радянські п'єси («Кремлівські куранти» М. Погодіна, «Платон Кречет», «Макар Діброва», «Калиновий гай», «Крила» О. Корнійчука, «Таня» О. Арбузова). Відомі діячі албанського театру: М. Попі, Н. Фрашері, Е. Імамі.

### Музика й танці

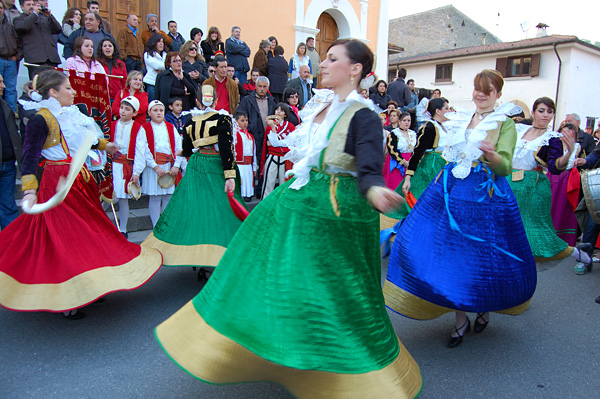
Танцюристки у традиційних костюмах

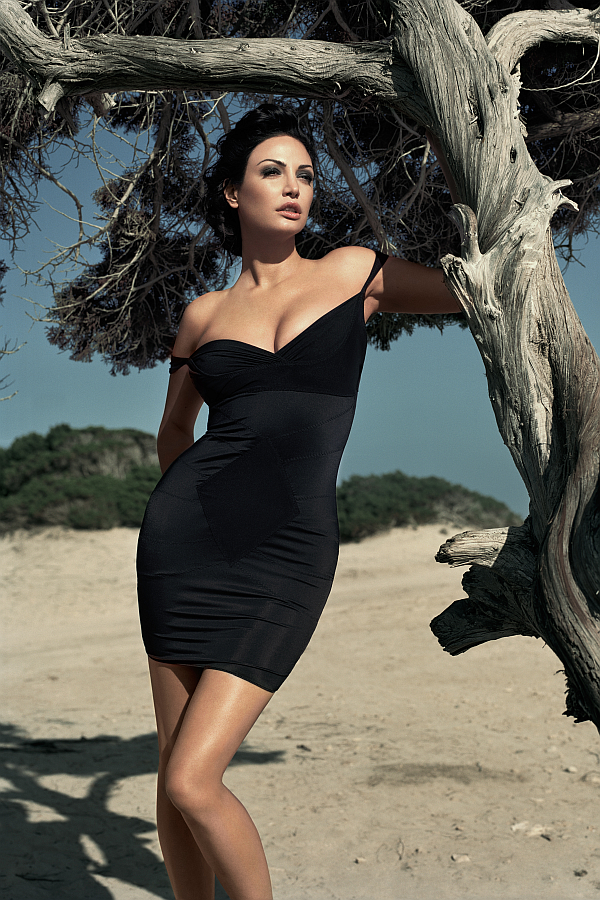
Блеона Кереті

Албанія — країна різноманітного музичного фольклору (шкодерські, ельбасанські, корчанські традиції). Поряд з діатонічними ладами, простими ритмами музиці Албанії властиві також мелодика з ходами на збільшену секунду, складні метричні утворення, ладова та ритмічна змінність.
Албанські народні хорові пісні переважно триголосі.
Народні албанські музичні інструменти:
- струнні — чифтелі, ляхута (лагут);
- духові — зумаре, фюели (фюл), кьомані, гайда (рід волинки)[19].

Починаючи від 1950-х років розвивається професесійне музичне мистецтво, оперета, симфонічна, камерно-інструментальна, хорова музика, художня самодіяльність. Перші опери «Мріка» 1954 року і «Скандербег» 1968 року Пренги Якови. 1963 року був поставлений балет «Халіль і Хайрія» режисера Даї.
Відомі композитори: К. Коно, К. Трако, М. Кранте, Ч. Задея, Д. Лека. Створено театр опери та балету, філармонію, симфонічний оркестр, державний народний хор, ансамбль пісні й танцю Албанської народної армії, художній ліцей з музичним відділом, розширювалась сітка дитячих музичних шкіл.
Мелодії популярних у СРСР пісень нерідко виконувались з новими місцевими текстами (наприклад, українська пісня «Розпрягайте, хлопці, коней»).

### Кінематограф
Кінематографія в Албанії почала розвиватися після проголошення народної влади. Соціалістичний уряд надавав великого значення виготовленню патріотичних фільмів вітчизняним кінематографом. Заснована 1952 року на базі кіноінституту, що діяв у країні від 1945 року, кіностудія «Нова Албанія» відразу почала масовий випуск документальних фільмів й кіножурналів. Перші кроки на шляху розвитку національного кіномистецтва албанські кіномитці робили разом із радянськими працівниками кіно у картинах «Нова Албанія», «Перший конгрес партії», «Албанія». Перший кольоровий художній фільм — «Великий воїн Албанії Скандербег» режисера С. Юткевича було випущено 1954 року за допомоги радянських кіномитців, фільм отримав приз Канського кінофестивалю за режисуру. 1958 року вийшов перший власний албанський художній фільм режисера К. Дамо «Тана» за однойменною повістю письменника Ф. Г'ята. Наступного року він же випустив фільм «Фуртуна». Наприкінці 1980-х років у країні налічувалось близько 100 кінотеатрів.

### Свята
- Новий рік (алб. Krishtlindje, Kershendella, Kullanat, Kolendre) — 1 січня[48].
- Різдво — 25 грудня, за православним календарем.
- День Республіки — 11 січня, відзначається від 1946 року[48].
- День праці — 1 травня.
- День беатифікації Марії Терезії — 19 жовтня.
- День прапора, національне свято незалежності — 28 листопада, 1912 року країна здобула незалежність від Османської імперії.
- День звільнення — 29 листопада, відзначають з 1944 року, у період 1992—1997 років свято переносили на 28 листопада, поєднуючи його з Днем прапора[48].

### Наука
1973 року була заснована Албанська академія наук.

### Засоби масової інформації
1944 року було засновано Албанське телеграфне агентство, того ж року Державна організація «Албанське радіо і телебачення».

#### Телебачення
Починаючи з 1949 року ведеться національне радіомовлення. 1951 року споруджено центральну радіостанцію «Тирана», пізніше регіональні станції в Шкодері, Корчі й Вльорі. Станом на 2015 рік у країні діяло 63 приватних і 2 державних телевізійних каналів, 2 кабельні мережі, транслюються італійські та грецькі телеканали. Країна переходить від аналогового мовлення до цифрового, уряд зобов'язався надати аналого-цифрові перетворювачі для сімей з низькими доходами.
У країні, станом на 2017 рік, діяло декілька загальнодержавних телеретрансляторів.

#### Радіо
Починаючи з 1960 року в країні працює національне телебачення. Станом на 2015 рік у країні діяло близько 78 приватних і 2 державних радіоканали різноманітних діапазонів.

#### Друковані видання
Перші газети в Албанії виникли в другій половині XIX століття. 1924 року почала виходити газета «Башкімі» (алб. Bashkimi — Єдність), орган демократичного товариства, на чолі якого стояв відомий албанський патріот і демократ Авні Рустемі.
У роки народно-демократичної влади в країні видавалось лише 2 щоденні газети загальним тиражем до 130 тис. примірників: з 1942 року «Зері і популліт» (алб. Zëri i Popullit — Голос народу), орган Центрального комітету Албанської партії праці (ЦК АПП); з 1943 року нової редакції «Башкімі», орган Демократичного фронту Албанії. Окрім цих газет, друкувалось та розповсюджувалось близько 20 періодичних видань:
- з 1942 року газета «Зері і рінісе» (алб. Zeri і Rinisё — Голос молоді), орган Спілки трудящої молоді;
- з 1945 року газета «Пуна» (алб. Puna — Праця), орган Центральної ради профспілок;
- з 1960 року газета «Дріта» (Світло);
- з 1954 року журнал «Руга е партісе» (алб. Ruga e partise — Партійний шлях), теоретичне видання ЦК АПП;
- журнал «Нендорі» (алб. Nendori — Листопад), орган Спілки письменників і працівників мистецтв;
- журнал «Мікесія» (алб. Miqesia — Дружба), орган товариства дружби «Албанія—СРСР»[19].

### Спорт
Албанія є членом Міжнародного олімпійського комітету (IOC) і має власний національний комітет.

### Природа
- Луи Г. Албания. Физико-географический обзор. — М., 1948.

### Історія
- Elsie R. Historical Dictionary of Albania, Second Edition. The Scarecrow Press, Inc, 2010. (Historical Dictionaries of Europe, No. 75.)
- Frasheri K. The History of Albania: A Brief Survey. Tirana, 1964.
- Meehilli E. From Stalin to Mao: Albania and the Socialist World. Cornell University Press, 2017.
- Rama S.A. The end of communist rule in Albania: political change and the role of the student movement. Routledge, 2019.
- Vickers M. The Albanians: A Modern History. 1995; rev. paperback ed. London: I. B. Taurus, 1997.
- Албанский фактор в развитии кризиса на территории бывшей Югославии: В 4 т. / Е. Ю. Гуськова. — М. : Индрик, 2006. — Т. 1. — 307 с.
- Арш Г. Л. Албания и Эпир в конце XVIII — начале XIX в. — М., 1963.
- Арш Г. Л., Сенкевич И. Г., Смирнова Н. Д. Краткая история Албании. — М., 1965.
- Вопросы социальной, политической и культурной истории Юго-Восточной Европы. — М.: Дело, 1984. — 156 с.
- Краткая история Албании. С древнейших времен до наших дней. — М., 1992.
- Миткевич Г. Н. Албания: по пути перемен. — М., 1991.
- Нестерова А. Г. Гвардия великой Албании: из истории фашистских организаций Албании 1939—1944 годов // Европа — 2004. — № 4.
- Сенкевич И. Г. Освободительное движение албанского народа в 1905—1912 гг. — М., 1960.
- Сенкевич И. Г. Албания в период Восточного кризиса. — М.: 1965.
- Смирнова Н. Д. История Албании в XX веке. — М., 2003.
- Улунян А. А. Албания после коммунизма (1985—1997 годы) // Общественные науки и современность. 1997. № 4.
- Центрально-Восточная Европа во второй половине XX века: В 3 т. / Сост. А. Д. Некипелов. — М.: Наука, 2002. — Т. 3. — 516 с.

### Економіка
- Albanian economy. Good times at last // The Economist. — 2006. — October 28th-November 3rd. — p. 42.
- Albanian politics. Time for a change? // The Economist. — 2009. — February 28th-March 6th. — p. 31.
- Gjevori E. Democratisation and Institutional Reform in Albania. Palgrave Macmillan, 2018. (New Perspectives on South-East Europe)
- IMF Economic Review. Albania. July 2014. International Monetary Fund. — Washington. — 1994. — № 5. 18 р.
- Pashko G. Obstacles to Economic Reform in Albania // Europe-Asia Studies. — 1993. — 45 р.
- Албания — перспективы экономического развития // Бюллетень иностранной коммерческой информации — 2008. — № 32. — С. 4—6.
- Дидусенко А. Страна горных орлов — на краю пропасти // Новое Время. — 1997. — № 10. — С. 12—13.
- Дрыночкин А. В. Экономика Албании. — М.: МГИМО-Университет, 2014. — 73 с. — (Экономика стран и регионов мира). — ISBN 928-5-9228-1082-1
- Дрыночкин А. В. Инвестиции в Албании // Лизинг. — 2013. — № 10. — С. 23—35.
- Кандель П. «Балканская» демократия между историей и «транзитологией» // Власть. — 2007. — № 10. — С. 15—25.
- Кокомани А. Экономика Албании сегодня // Власть. — 2006. — № 5. — С. 66—73.
- Силаев Е. Д. Албания. Экономико-географическая характеристика. — М.: Проспект, 1953. — С. 196.
- Смирнова Н. Рождение новой элиты // Новое время. — 1996. — № 32. — С. 23—25.
- Хеопсы Восточной Европы (От страны орлов к стране «пирамид») // Российская газета. — 5 квітня 1997 року. — С. 18.
- Хоти А. Албания в балканском внешне-экономическом пространстве // Российский экономический интернет-журнал, 2007. — № 4. — С. 65.

### Політика
- Abrahams F.D. Modern Albania: From Dictatorship to Democracy in Europe. New York University Press, 2015.
- Bad news for the (fairly) good guys. — The Economist. — February 2nd-8th 2002. — 18 р.
- Kaltsounis T. The Democratization of Albania: Democracy from Within. Palgrave Macmillan, 2010.
- Балевски М. Албанија денес: 1990—1997 : современи демократски преобразби, реформи и контроверзи. — Скопје: Матица македонска, 1998. — 454 с.
- Тромпчињски В. Албанија и Македонија: земја и луѓе. — Скопjе: Менора, 2005. — 200 с.
- Дидусенко А. Страна горных орлов — на краю пропасти // Новое Время 1997. — № 10. — С. 12—13.
- Николаев Д. В перспективе — «Великая Албания» // Независимое военное обозрение. — 28 лютого 2003. — № 7 (322). — С. 15.
- Пунавиа И. Европейское партнёрство с Албанией после 1990 года // Маастрихтский договор как веха Европейской Интеграции — 2013. — С. 70—85.
- Синьари П. Государственный механизм Албании // Международно-правовые чтения — 2014. — С. 140—148.
- Смирнова Н. Д. История Албании в XX веке. — М. : Наука, 2003. — 430 с.
- Туров Н. Л. Идеологический проект «Великая Албания» на современной политической карте мира // Сравнительная политика — 2014. — № 4. — С. 29—44.
- Человек на Балканах. Государство и его институты / Отв. ред. Р. П. Гришина — СПб.: Алетейя, 2006. — 358 с.

### Культура
- Tochka N. Audible states: Socialist politics and popular music in Albania. Oxford University Press, 2017.
- Албанські оповідання / пер. К. Біхіку, В. Струтинський ; упоряд. текстів і автор післямови К. Біхіку. — К. : Держлітвидав, 1954. — 154 с.
- Документи та матеріали до історії приазовських албанців / Запорізьке наукове товариство ім. Я. Новицького; упоряд. А. Бойко [та ін.]. — Запоріжжя: [б.в.], 2006. — 168 с.
- Крук О. Албанія. Нова любов на Середземному морі. — К. : АртЕк, 2015. — 74 с.
- Попов П. М. Албанія в російській та українській літературах XV—XX ст. — К. : Видавництво АН УРСР, 1959. — 336 с.
- Иванова Ю. В. Албанцы и их соседи. — М. : Наука, 2006. — 367 с.
- Искусство в Народной Республике Албании. — Лейпциг, 1953.
- Кулешов С. Г., Никитин А. К. Албания, албанцы и российско-албанские отношения. К 100-летию независимости Албании. 1912—2012. — М. : Либроком, 2013.
- Культура народов Балкан в новое время. — М., 1980.
- Мудров В. Страна огненных птиц. — К.: ООО Издательский союз «Андронум», 2016.
- Повесть о Скандербеге. — М., 1957 (Литературные памятники).
- Юткевич С. Искусство Народной Албании. — М., 1958.

### Економіка
- (алб.) (англ.) Ministria e Punëve të Jashtme — сайт Міністерства фінансів Албанії.
- (алб.) (англ.) Bank of Albania [Архівовано 4 травня 2022 у Wayback Machine.] — офіційний сайт Банку Албанії.
- (англ.) Albania. Economic Indicators [Архівовано 1 грудня 2017 у Wayback Machine.] — економічні показники Албанії від Trading Economics.
- (англ.) 2015 Investment Climate Statement — Albania — US Secretary for Economic Growth, Energy, and the Environment.
- (англ.) AlbaniaEnergy Association (AEA) [Архівовано 1 грудня 2017 у Wayback Machine.] — Енергетична асоціація Албанії.
- (англ.) Albania Unemployment rate [Архівовано 1 грудня 2017 у Wayback Machine.] — рівень безробіття в Албанії.
- (англ.) UNDP in Albania [Архівовано 19 листопада 2017 у Wayback Machine.] — Програма розвитку ООН у Албанії.
- (англ.) (рос.) The World Bank. Countries and Economies [Архівовано 23 лютого 2017 у Wayback Machine.] — статистичні показники Албанії від Світового банку (СБ).
- (англ.) International Labor Organization. Country Profile — економіко-статистичні показники Албанії від Міжнародної організації праці (МОП).
- (рос.) Бизнес-карта Албании.

### Населення
- (англ.) Instituti i Statistikave — Tiranë (INSTAT) [Архівовано 10 лютого 2019 у Wayback Machine.] — Національний інститут статистики Албанії.
- (англ.) Reforming higher education in Albania. [Архівовано 1 грудня 2017 у Wayback Machine.] — Experts in UK higher education data and analysis.
- (англ.) UNICEF. Statistics and Monitoring [Архівовано 4 березня 2016 у Wayback Machine.] — статистичні дані про стан і положення дітей Албанії від ЮНІСЕФ.
- (англ.) (рос.) World Health Organization. Global Health Observatory [Архівовано 9 грудня 2017 у Wayback Machine.] — медико-статистичні показники Албанії від Всесвітньої організації охорони здоров'я (ВООЗ).

### Спорт
- (англ.) Albania Sport [Архівовано 19 вересня 2017 у Wayback Machine.] — спорт в Албанії.